# 松島
松島（まつしま）は、宮城県北東部の松島湾内外にある約260の島々からなる諸島やそれを擁する多島海（島の数については諸説ある後述）。または、湾周囲を囲む松島丘陵も含めた修景地区のことである。日本三景の一つに数えられている。2019年の観光入込客数は約598万人。かつては「東の松島 西の象潟」と謳われ、同じく東北地方に存在していた修景地の象潟と並び称されていた。

## 地形・自然
松島湾は仙台湾の中央部に位置する支湾で、宮城県東松島市の唐戸島南東端と宮城郡七ヶ浜町の花渕埼の間にある多島海である。このうち塩竈市が面する松島湾南西部は塩竈湾、あるいは千賀ノ浦と呼ばれる。松島の地形は宮城県の中央部にある松島丘陵の東端が海にまで達し、それが沈水して出来たリアス式海岸がさらに進んだ沈降地形で、溺れ谷に海水が入り込み山頂が島として残っている。そのうち松島湾中南部にある比較的大きな島々の集まりは浦戸諸島と呼ばれる。松島湾中央部の島が全くない海域の水深はおおむね2メートルで、海底が浅いため波が荒くなると海底の泥が舞い上がって海水が濁りやすい。
この地形の成り立ちについては、以下のような説が唱えられている。鮮新世に起こった地盤運動によって現在よりも内陸に広がっていた仙台湾が隆起して陸地化し、同時に地塊運動によって現在の松島湾に当たる部分に陸地が突出して、半島のような地形となった。やがてこの部分は河川によって浸食され、谷間が刻まれる。更新世初期に現在言われる長町利府構造線の断層運動によってこの半島は徐々に海中に没し、海蝕面が形成され、高い所は島となった。更新世中期から後期にかけて沈んだ半島が再び隆起して海蝕台地となり、再び河蝕を受ける。更新世末期に長町利府構造線の撓曲によって再び沈水して、高い部分のみが島として残り、周囲に溺れ谷が多数形成された。度重なる隆起と沈降と浸食によって現在見られるような松島の地形が形作られたのである。松島湾中央部の島が全くない海域は、かつて谷間に発達した平野部だったと考えられている。また、これ以外の説もある。
この地域の大部分の地層は第三紀層の凝灰岩、砂岩、礫岩など侵食に非常に脆い岩質で出来ており、特に波に洗われる部分は容易に侵食される。そのため多くの小島は上部に松などが植生し、海面に近い基部は白から灰白色の岩肌を見せている。さらに、海水面近くが波に洗われて鋭角に抉られており、ややキノコに似た形になっているものもある。また、侵食による奇岩や日本三大渓に数えられる嵯峨渓のような海蝕崖も見られる。このように侵食、風化作用を受けやすい地層の上に松島は成り立っているため、長い間に風景も少しずつ変化してきたと考えられ、過去の文献に記載されたものと現在のものとの間には微妙な違いがあると考えられている。
1970年1月31日、昭和45年1月低気圧による暴風雨が松島を襲った際には、荒岬島（塩釜市）が一晩で消滅するなど地形の変化の大きさを裏付ける記録も残る。
松島の島々はしばしば「八百八島」と形容されるが、島々の数については正確に把握されておらず、古くから文献によって様々に書き記されてきた。江戸時代に大淀三千風が松島を広く紹介するために編纂した『松島眺望集』では92、仙台藩が編纂した地誌『封内風土記』では87、1910年（明治43年）の『松島公園経営概要』では240余、1981年（昭和56年）の『県立自然公園松島学術調査報告書』では230の島々があるとされ、また松島湾を管轄する第二管区海上保安本部は島の数を128と把握しているという。このように島々の数が不確定だったために昭和40年代頃に調査が行われ、260余りという数が松島の統一見解とされて、これが各機関に通達された。『松島町史（通史編2）』（1991年）ではこの島々の数の問題について触れ、国土地理院地図などを参考に、松島湾内の島々で名称のあるものが144、無名の島々が98あると記している。ただし、この数には、埋め立てられたり、地震や自然の崩落によって島とは言えなくなったりしたものがいくつか含まれている。これに加えて、岩礁を島の数として含めた場合、松島湾の島の数は約300になるだろうとも付け足している。

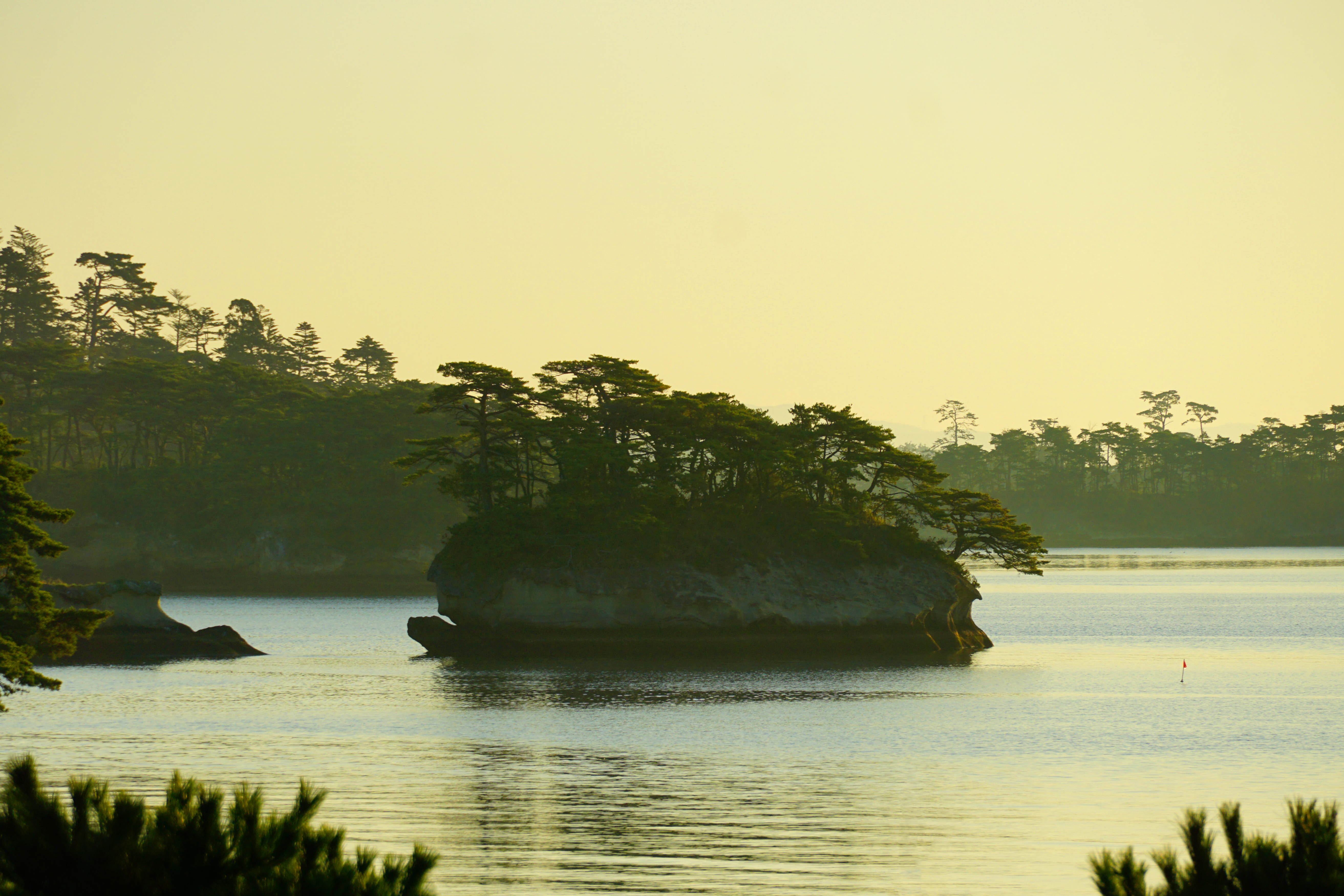
亀島
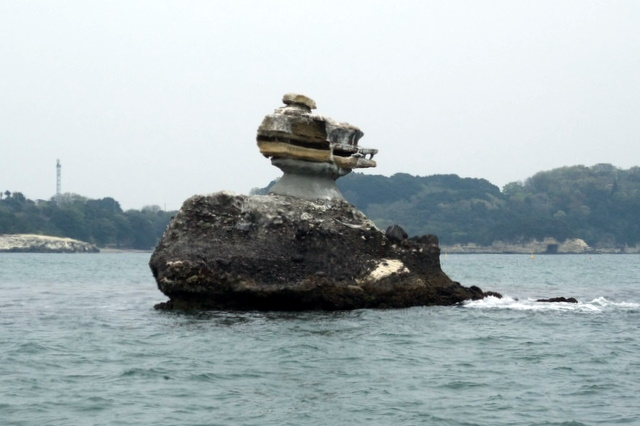
仁王島。松島を象徴する島のひとつ。仁王像が葉巻をくわえて座っているように見える。
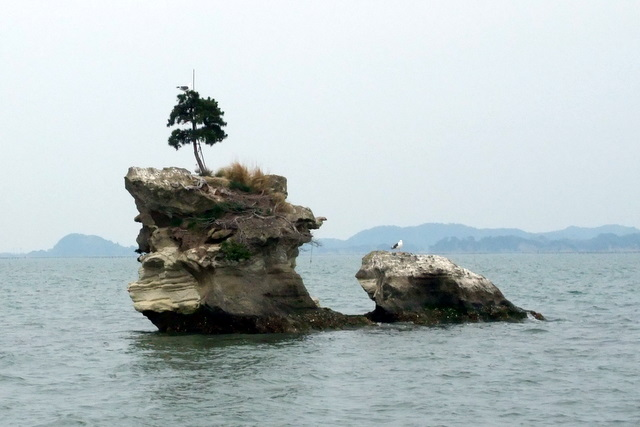
千貫島。伊達政宗お気に入りの島だったと言われている。
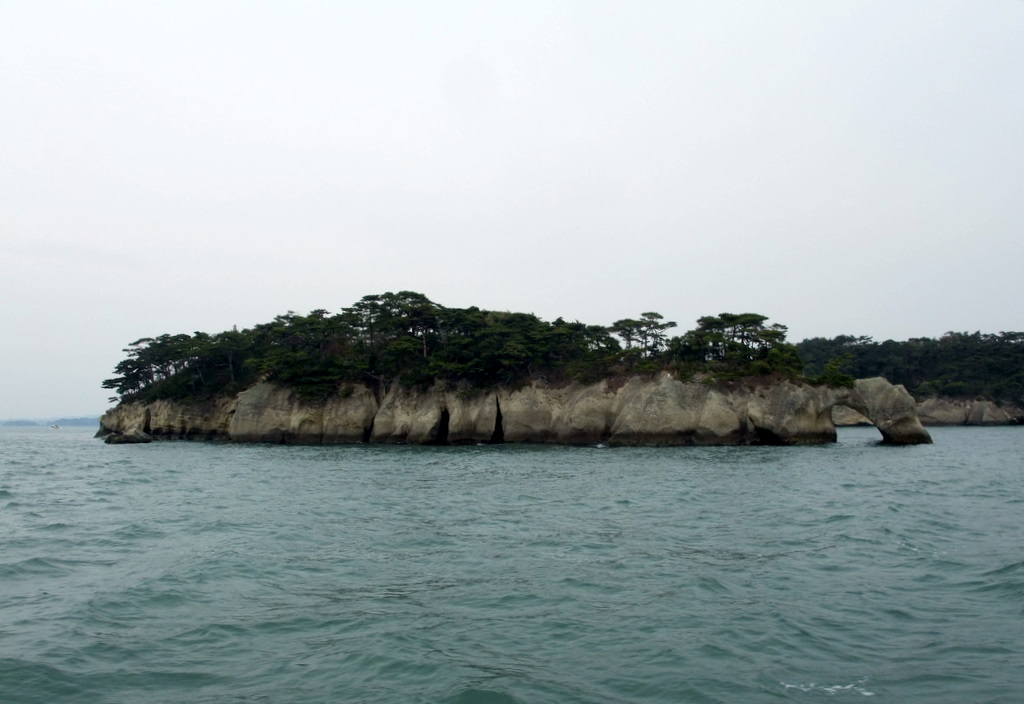
小藻根島。長命穴はこの島の南端にあった[7]。
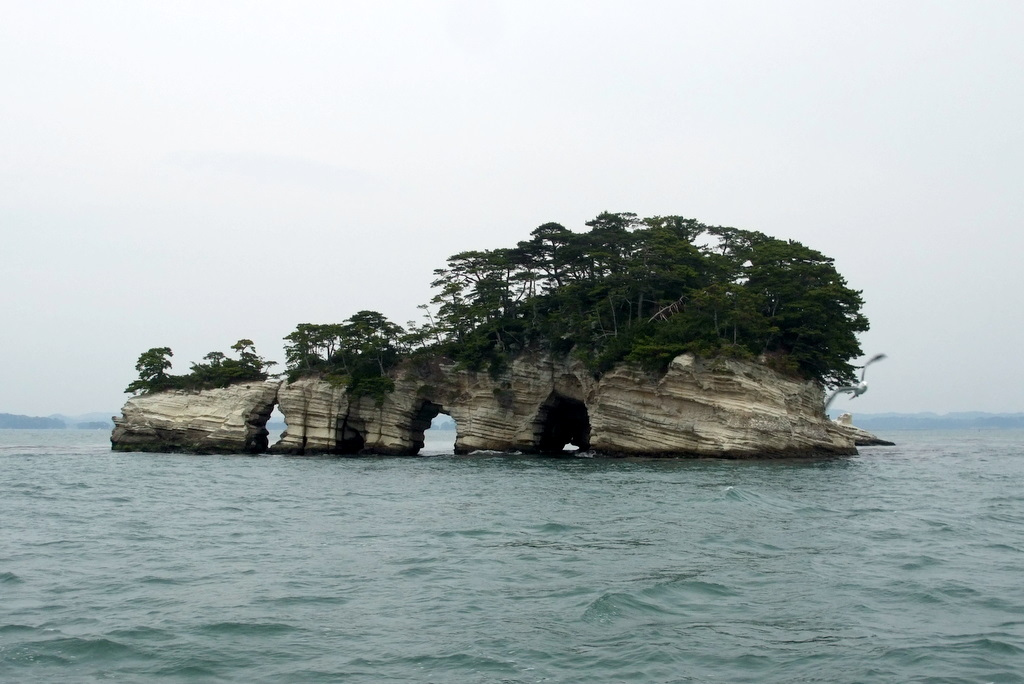
鐘島。4つの洞門に打ち寄せる波が鐘の音のように聞こえたことが名の由来。
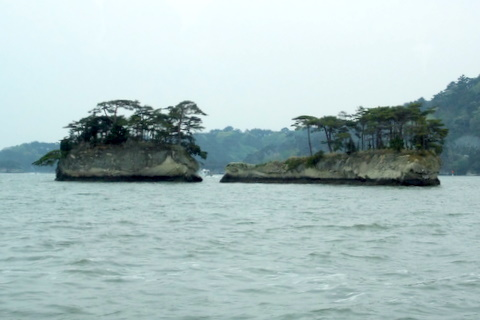
双子島
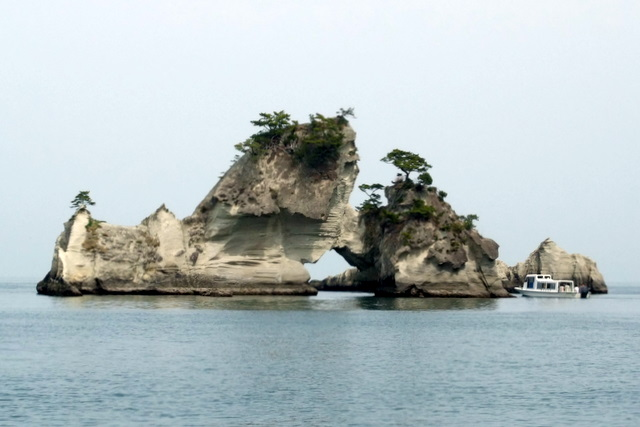
みさご島
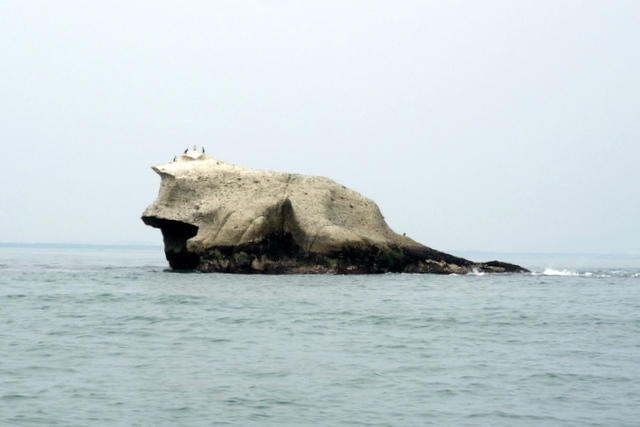
かえる島。見た目が蛙のようである。
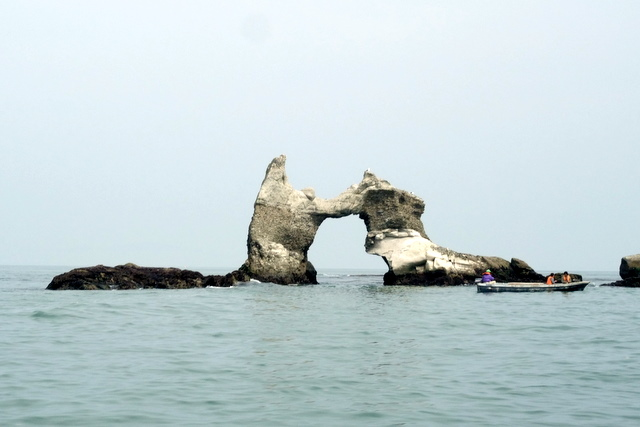
高島。通称「めがね島」。
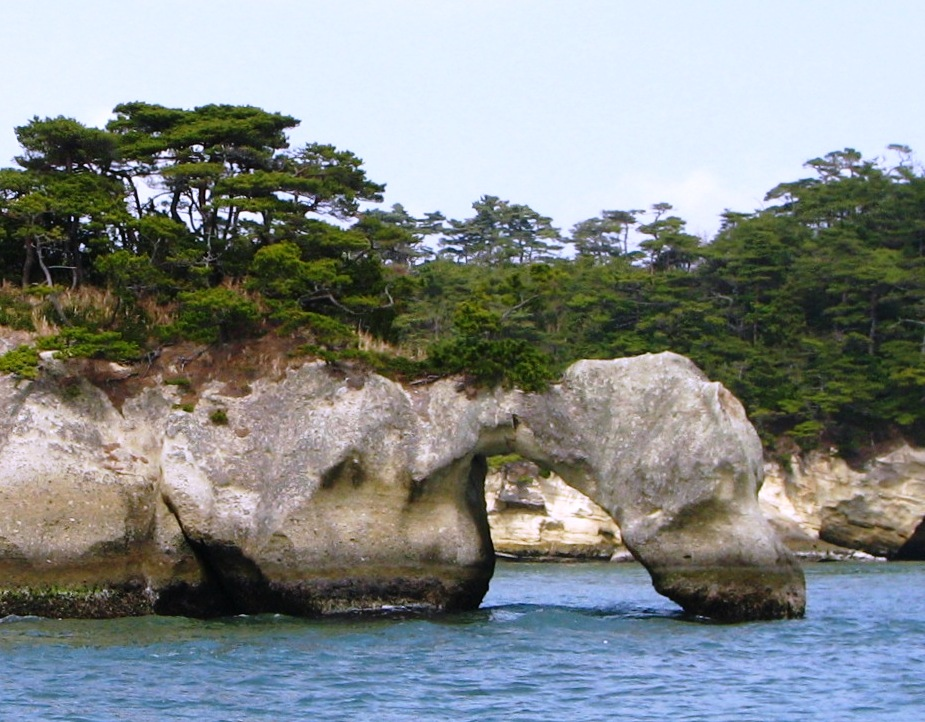
小藻根島南端に存在した高さ約5メートルの「長命穴」。遊覧船で通り抜けると寿命が3年延びるとされた観光の名所であったが、東北地方太平洋沖地震によって崩壊した
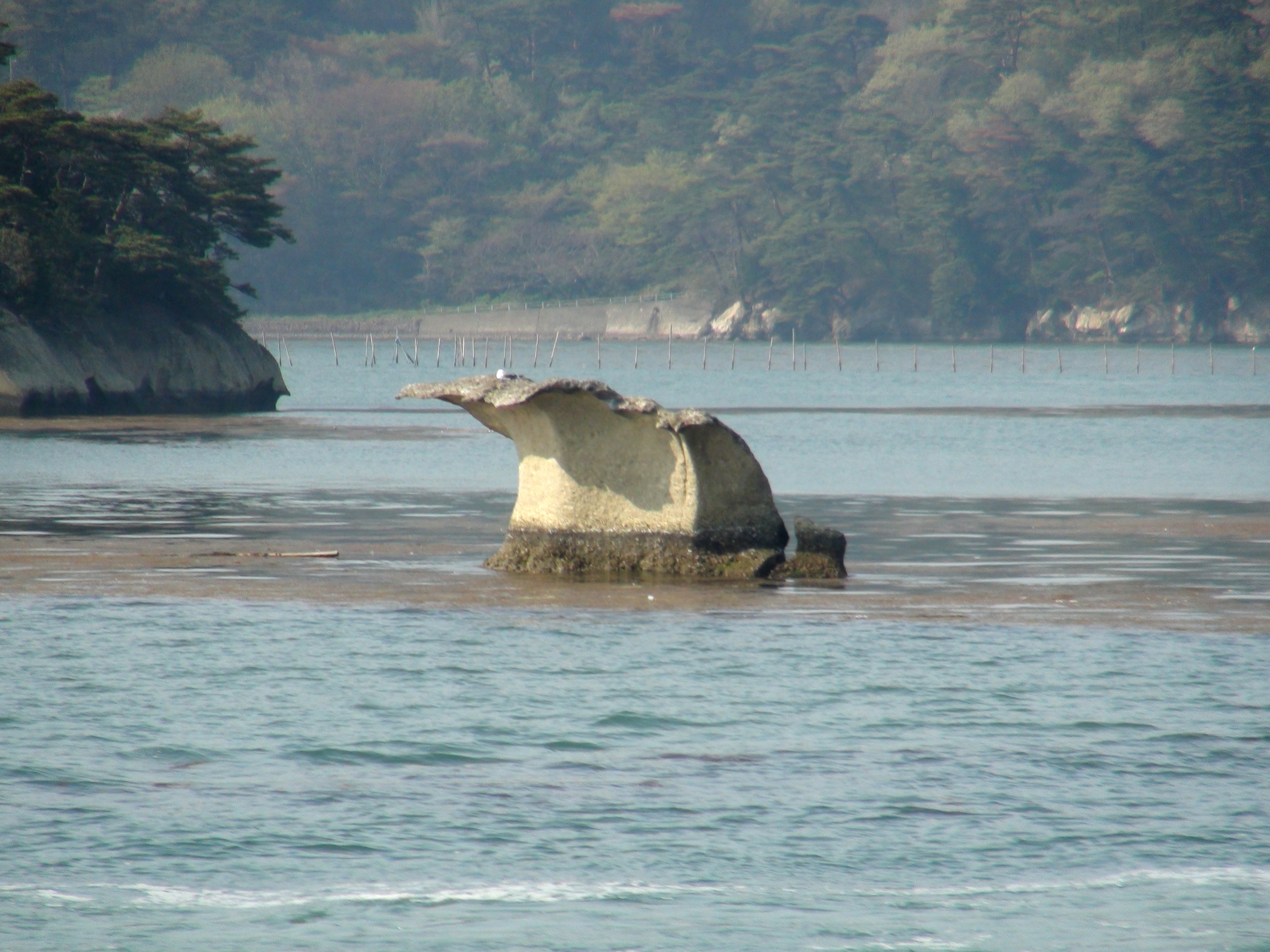
鎧島。波頭のような形状をしている。

### 生物
湾内の主な魚類はハゼ、アナゴ、貝類はカキ、アサリ。石斛（せっこく）は野生ラン科植物で宮城県辺りが野生の北限といわれる。松島周辺では「イワタケ」の別名がある。花の開花時期は5月下旬から6月初旬で、ピンクの花が咲く。絶滅危惧種だったが、瑞巌寺境内の老杉の枝に着生している原株から増やして、現在は鉢植えの土産になっている。

## 松島の眺望

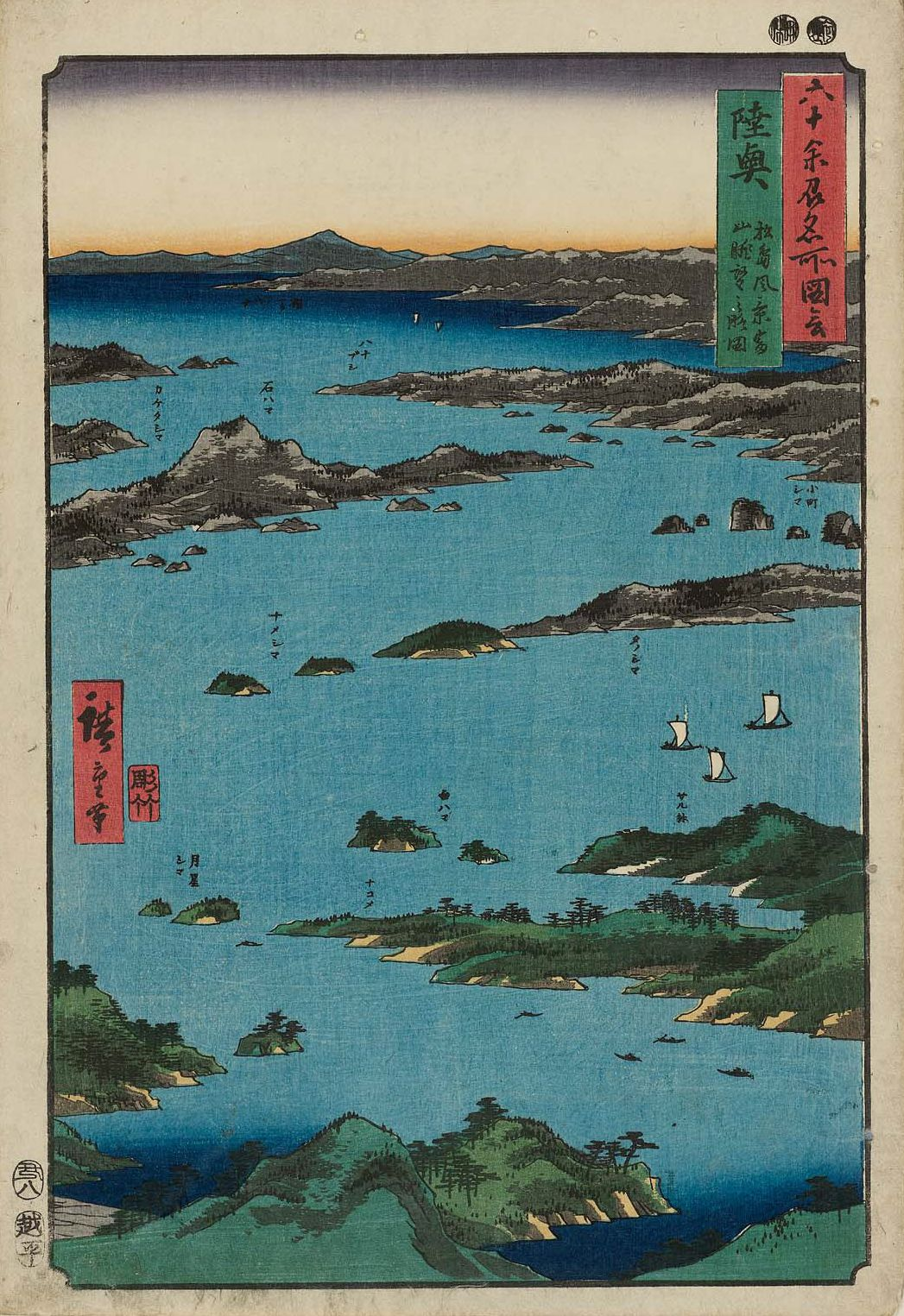
歌川広重『六十余州名所図会 陸奥 松島富山眺望之略図』（江戸時代・安政期）

### 松島四大観
松島湾周囲の松島丘陵や島の高台には「松島四大観」（まつしましだいかん）と呼ばれる修景地点が散在している。これらは、江戸時代に仙台藩の儒学者・舟山萬年によって選ばれた「塩松環海四山」に由来する。
- 壮観（北緯38度20分25.9秒 東経141度9分7.1秒 / 北緯38.340528度 東経141.151972度）：東松島市にある宮戸島の大高森からみる景色。標高105.8メートル。他の三箇所は視界の方向が限定されるのに対して、この場所には四方を遮る物がなく広大な視界を得られるのが特徴である[10]。松島湾に対しては東端から西方向を眺める形となり、奥松島の島々の他、遠く船形山（奥羽山脈）が一望出来る。夕陽で真っ赤に染まった松島の風景写真として度々用いられる。
- 麗観（北緯38度23分48.4秒 東経141度6分22.5秒 / 北緯38.396778度 東経141.106250度）：松島町の富山にある大仰寺よりみる景色。標高116.8メートル。南方向に松島湾や奥松島を眺める。湾や島々が整然と見えるこの場所は、江戸時代に大淀三千風によって編まれた句集『松島眺望集』や、他の文献でも言及されている。また1876年（明治9年）の巡幸で明治天皇もここを訪れて風景を観賞した。ただ、手樽湾が干拓されたために、現在の麗観と過去の麗観は異なるものになっている[10]。
- 幽観（北緯38度21分11.6秒 東経141度3分18.3秒 / 北緯38.353222度 東経141.055083度）：松島町と利府町の境界部にある扇谷からみる景色。標高55.8メートル。東南方向に塩竈湾を眺める。扇状に開ける視界はそれほど広くないが、静かなたたずまいから幽観と称される[10]。
- 偉観（北緯38度19分9.7秒 東経141度4分2.6秒 / 北緯38.319361度 東経141.067389度）：七ヶ浜町の代ヶ崎の多聞山からみる景色。標高55.6メートル。北方向に塩竈湾、さらに奥の松島湾、奥松島を眺める。東、西、北の修景地があるのに南を欠くのは惜しいと考えた舟山萬年が調査を重ねて付け加えた場所である[10]。

### その他の展望施設
観光用の展望施設はないが、797年（延暦16年）に征夷大将軍・坂上田村麻呂が絶賛した「長老坂」（北緯38度22分6.9秒 東経141度2分44.3秒。現・宮城県道144号赤沼松島線）からの眺望が古くから著名。
その他の展望台としては、「西行戻しの松」（北緯38度21分59.4秒 東経141度3分10.5秒 / 北緯38.366500度 東経141.052917度）、新富山（北緯38度22分32.1秒 東経141度3分49.4秒 / 北緯38.375583度 東経141.063722度）、松島城（いわゆる天守閣風建築物）、塩竈と松島海岸一帯が望める「双観山」（北緯38度21分9.3秒 東経141度3分44.5秒 / 北緯38.352583度 東経141.062361度）、扇谷などがある。また、松尾芭蕉が松島に滞在した際に宿泊した熱田屋（瑞巌寺参道入口付近）の跡地にある商業施設の屋上が無料開放されている。大観山は現在ホテルの敷地内であるため、ホテルの利用客しか入れない。
かつて松島湾を見晴らせる松島タワーがあったが、解体された。

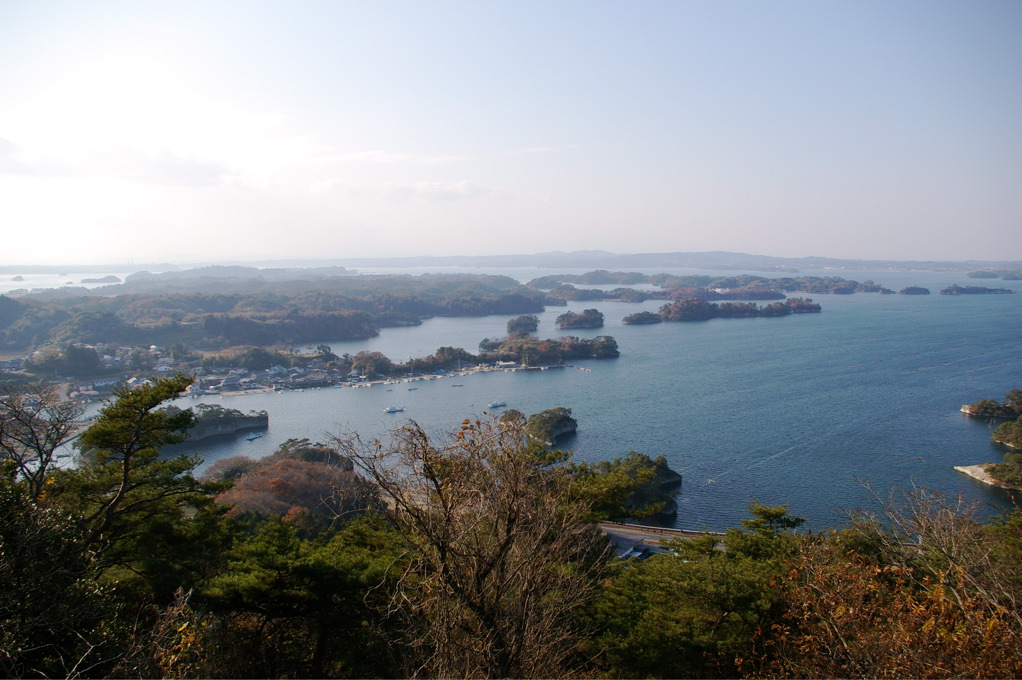
（壮観）大高森の眺望
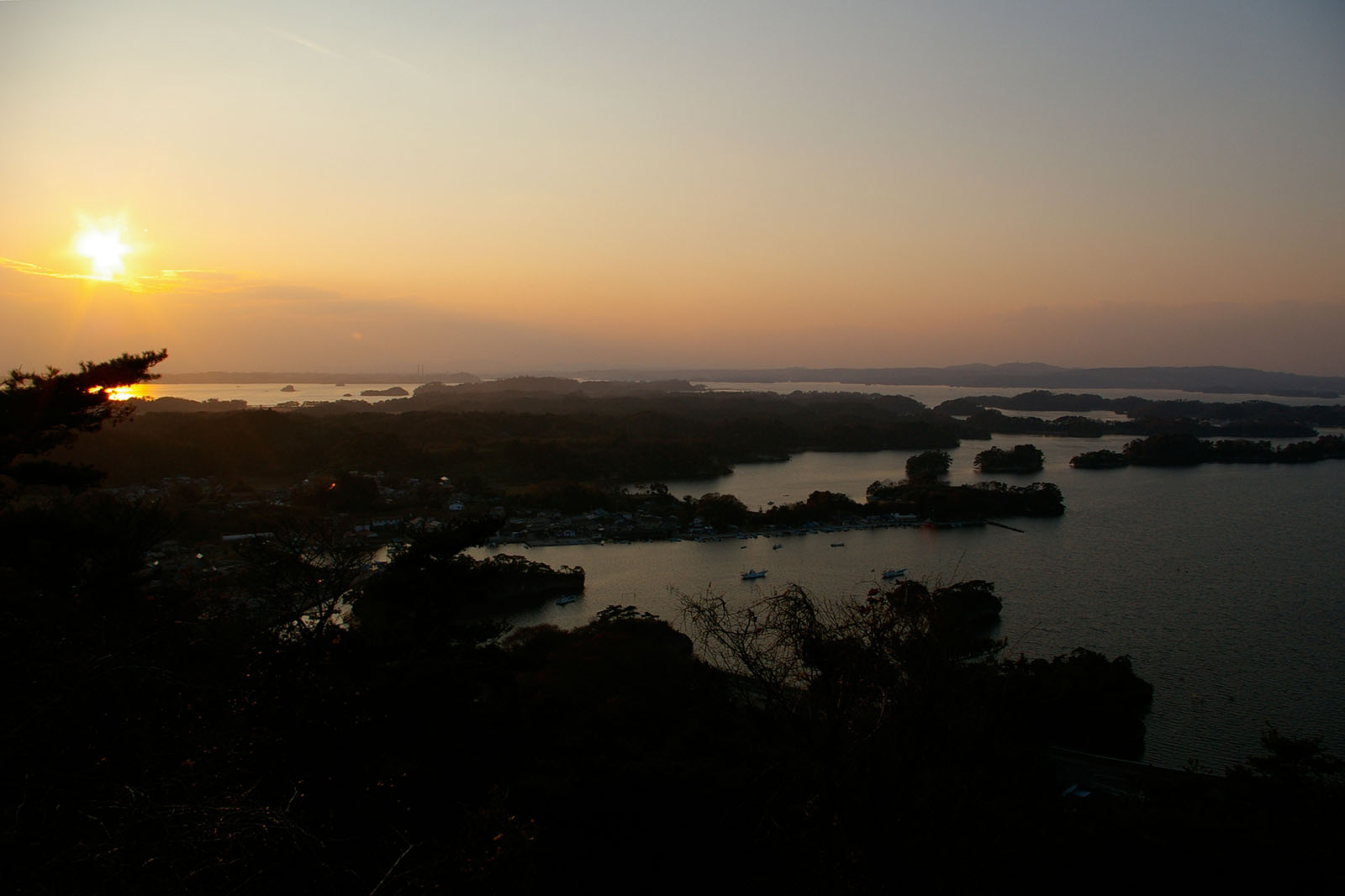
（壮観）大高森の眺望
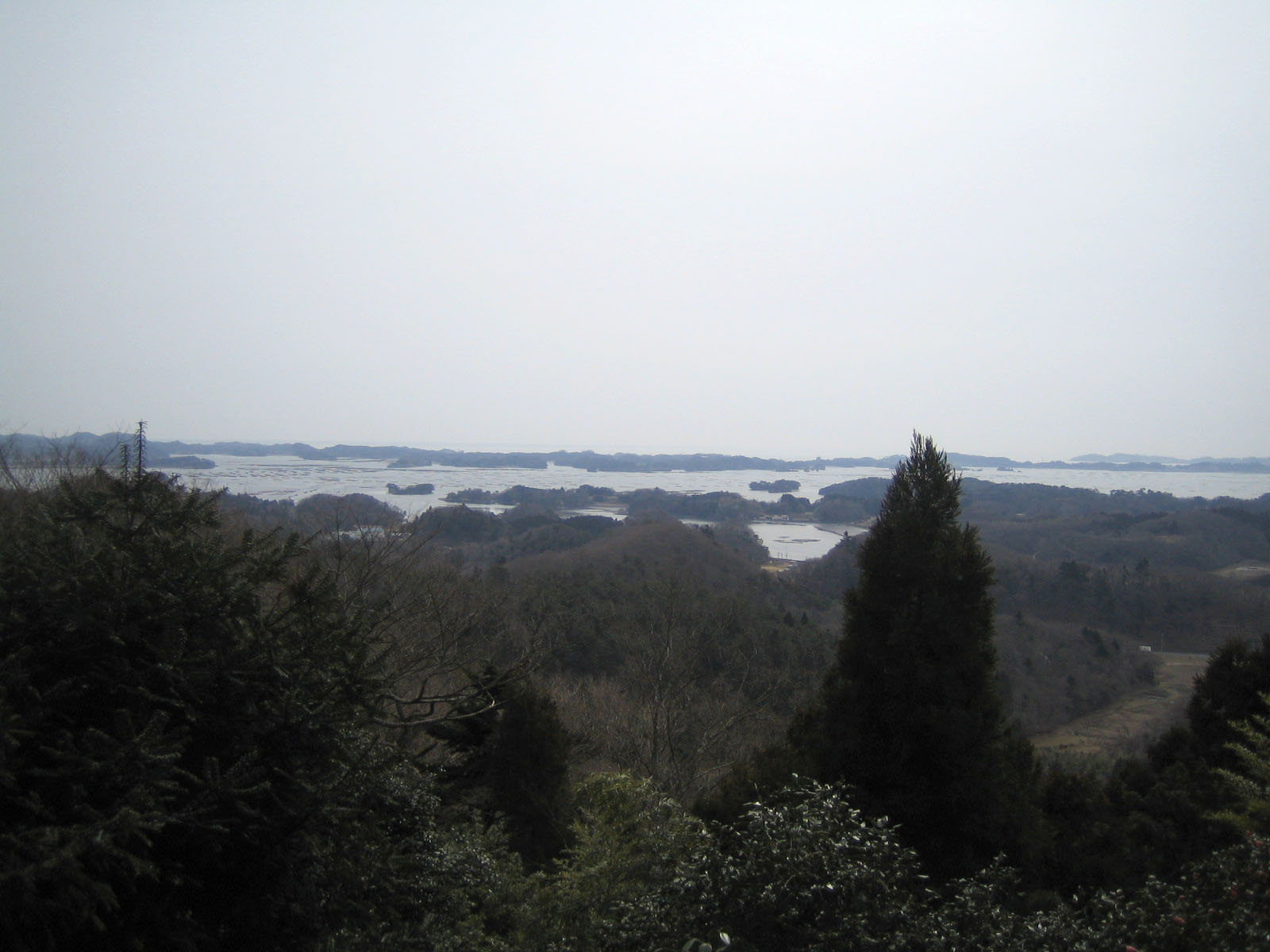
（麗観）富山の眺望
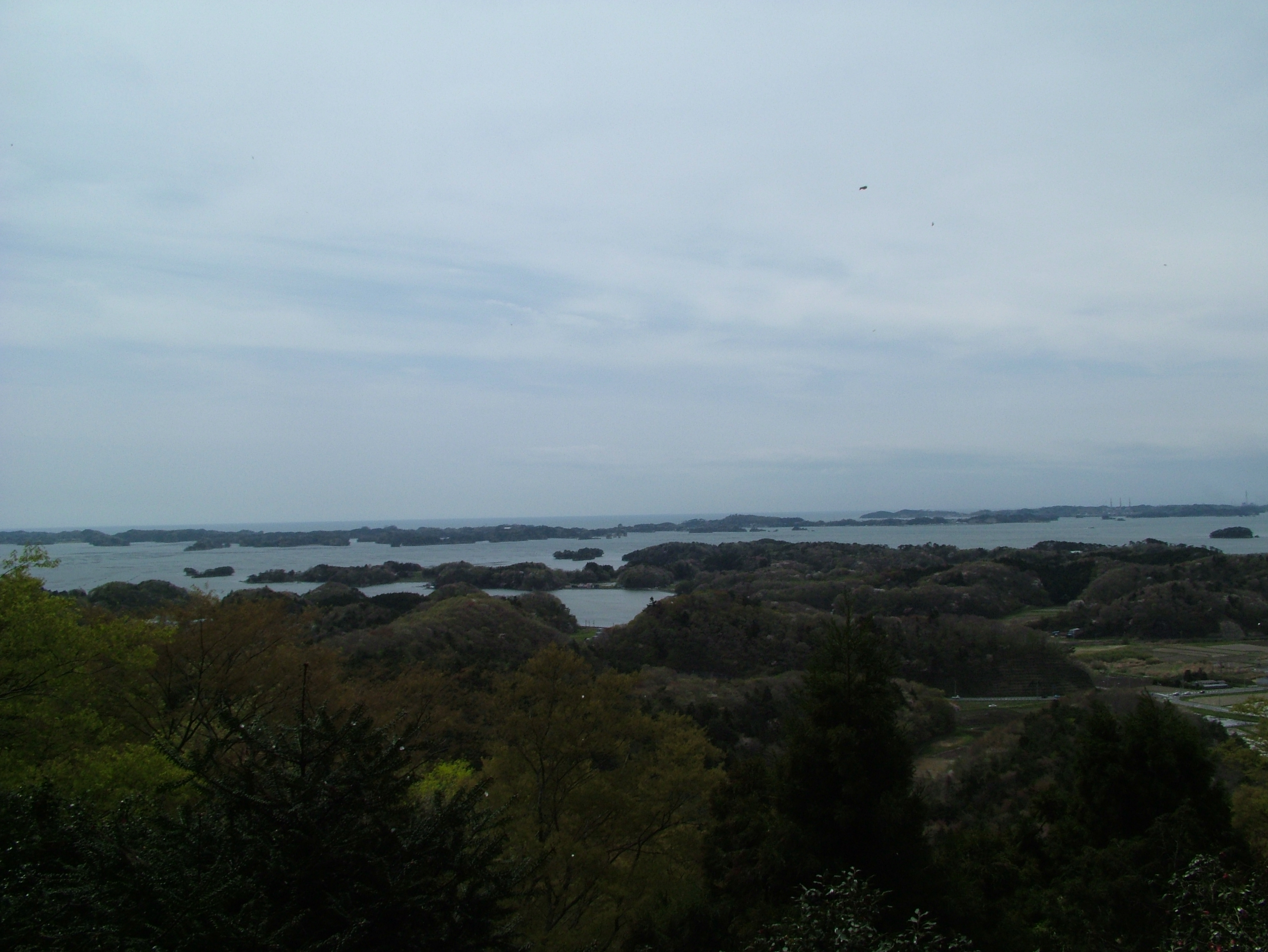
（麗観）富山の眺望
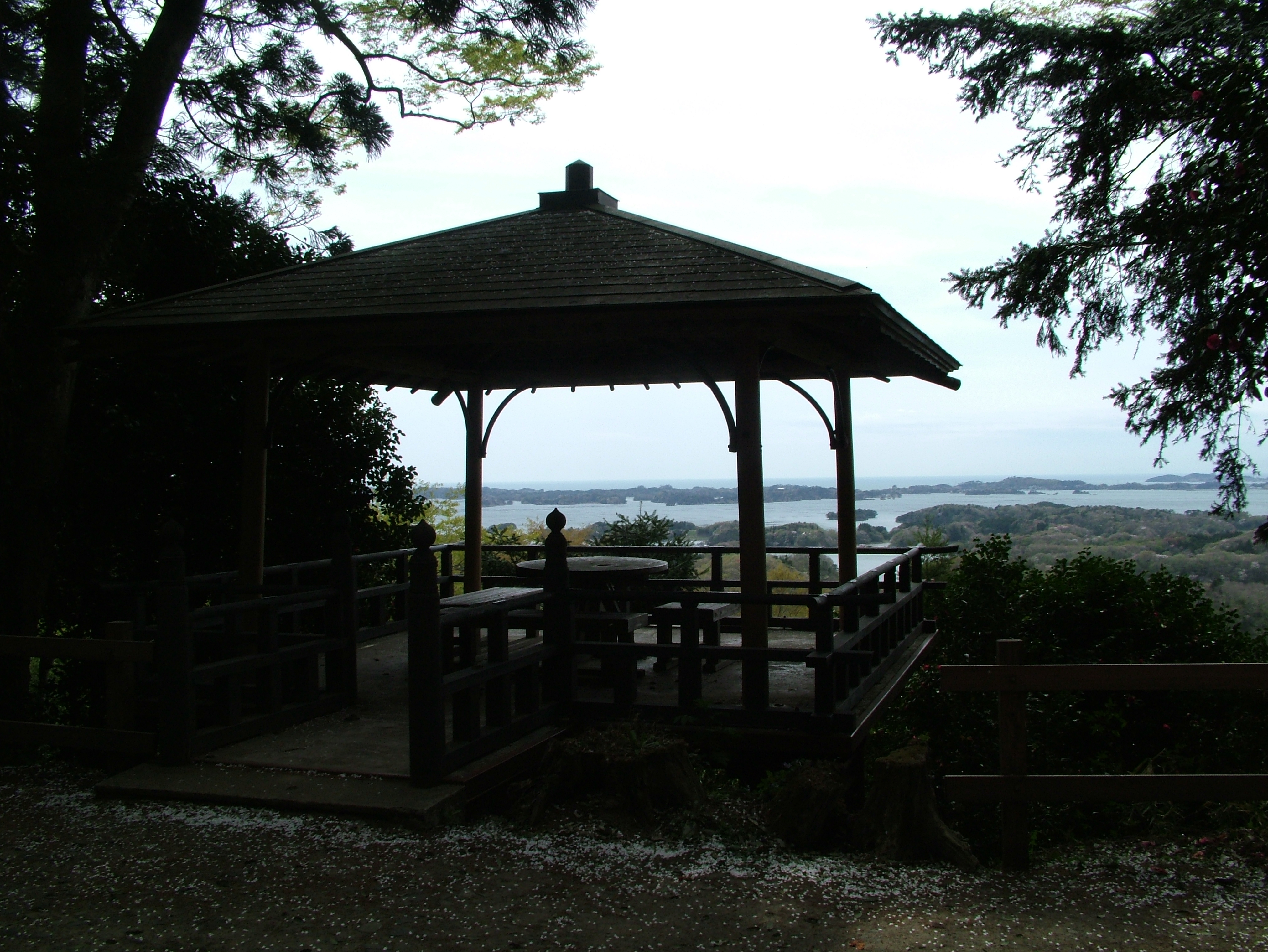
（麗観）富山の展望台
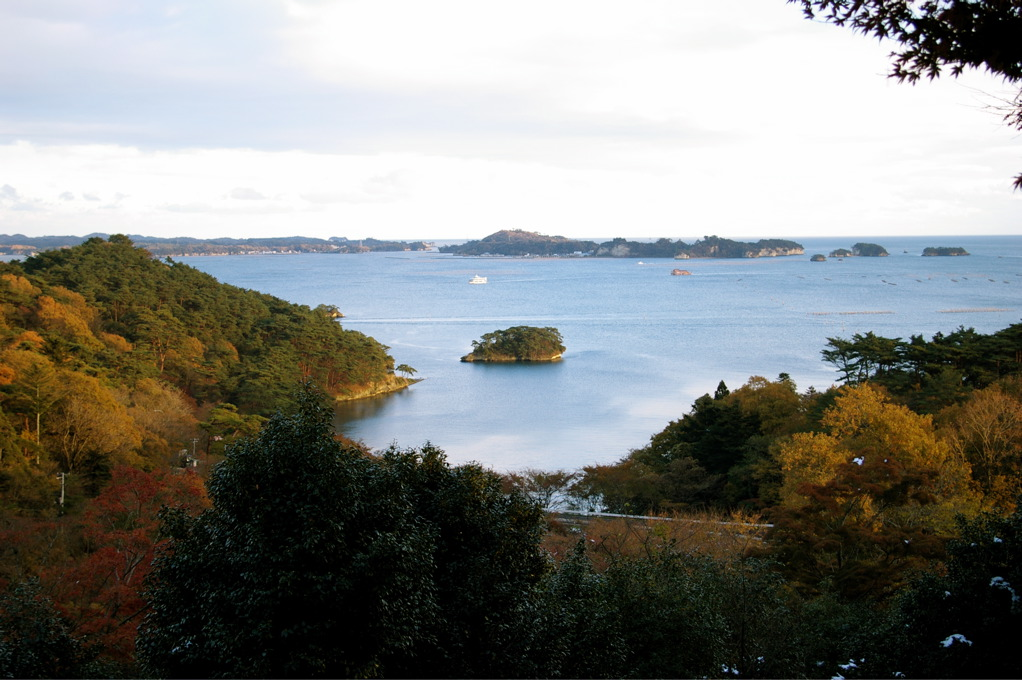
（幽観）扇谷の眺望
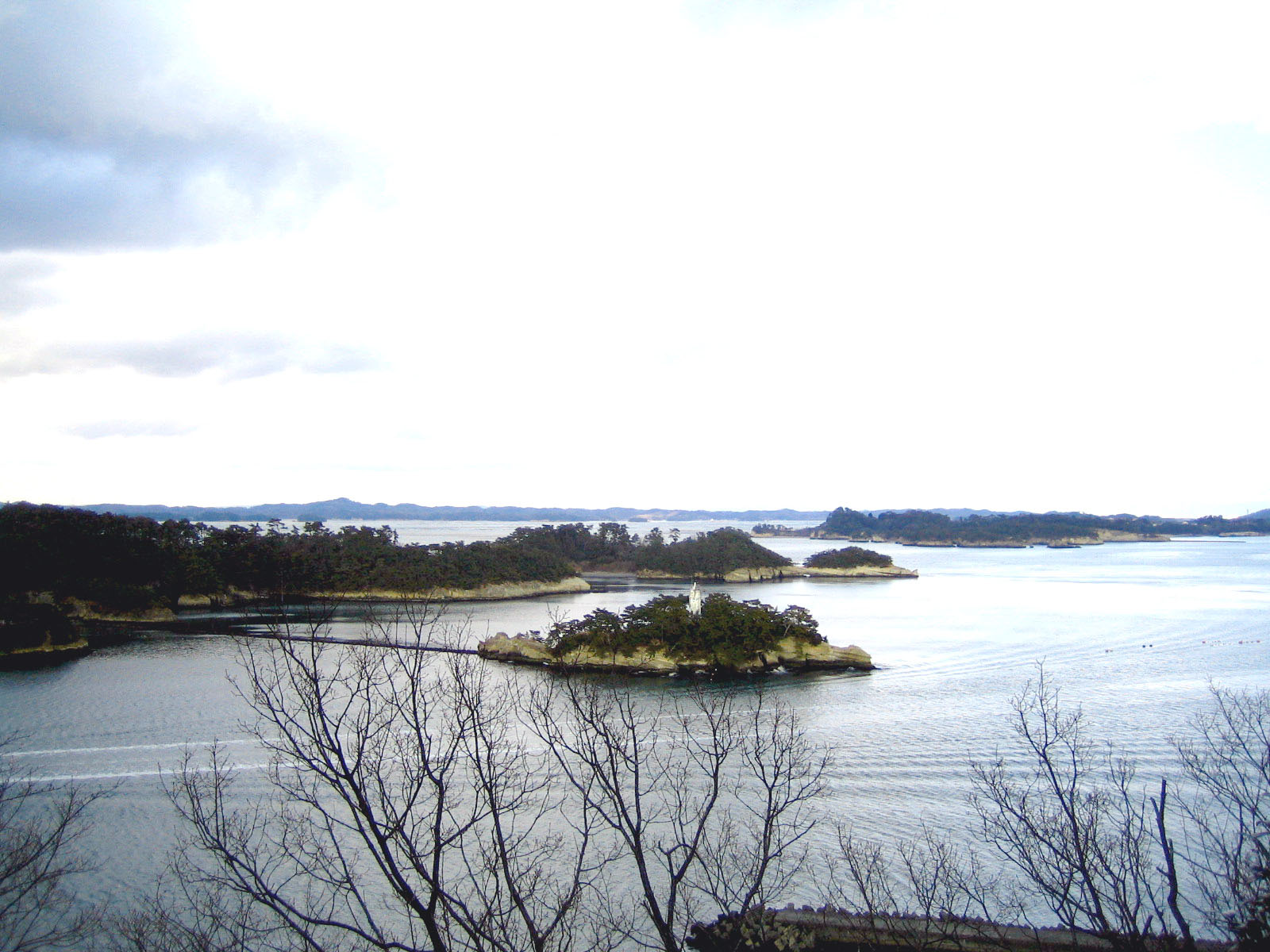
（偉観）多聞山の眺望
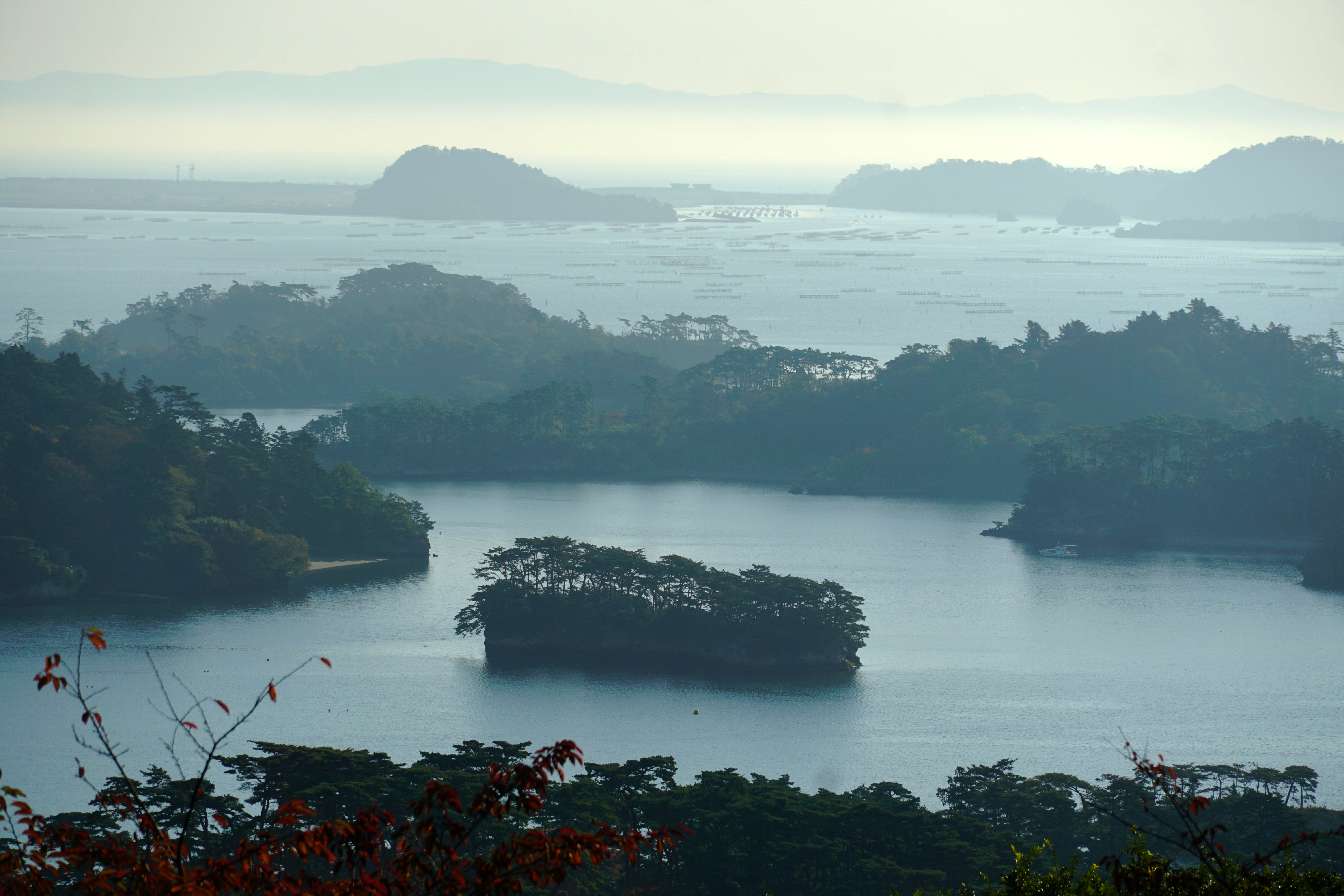
西行戻しの松公園の眺望
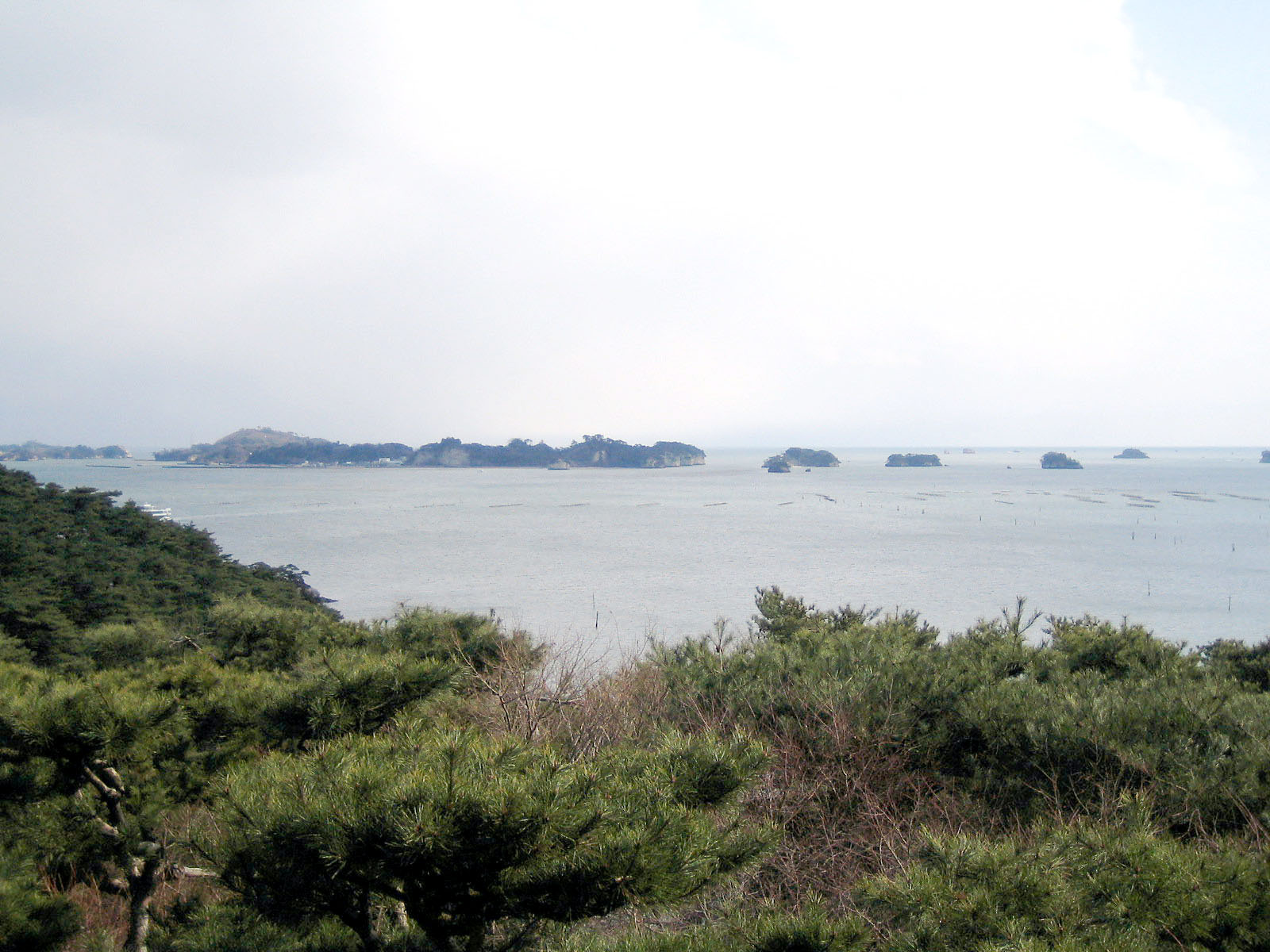
双観山の眺望
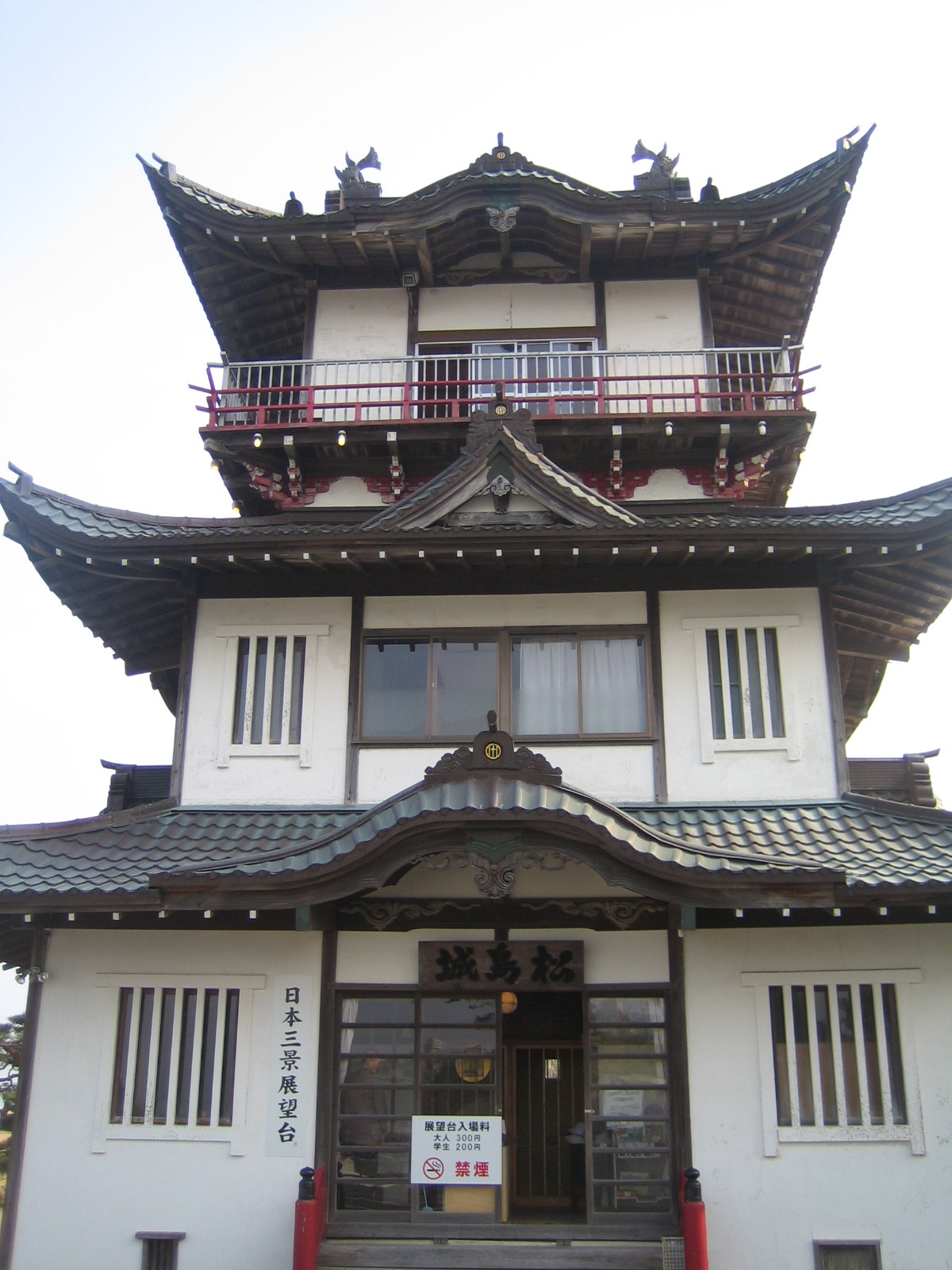
松島城展望台
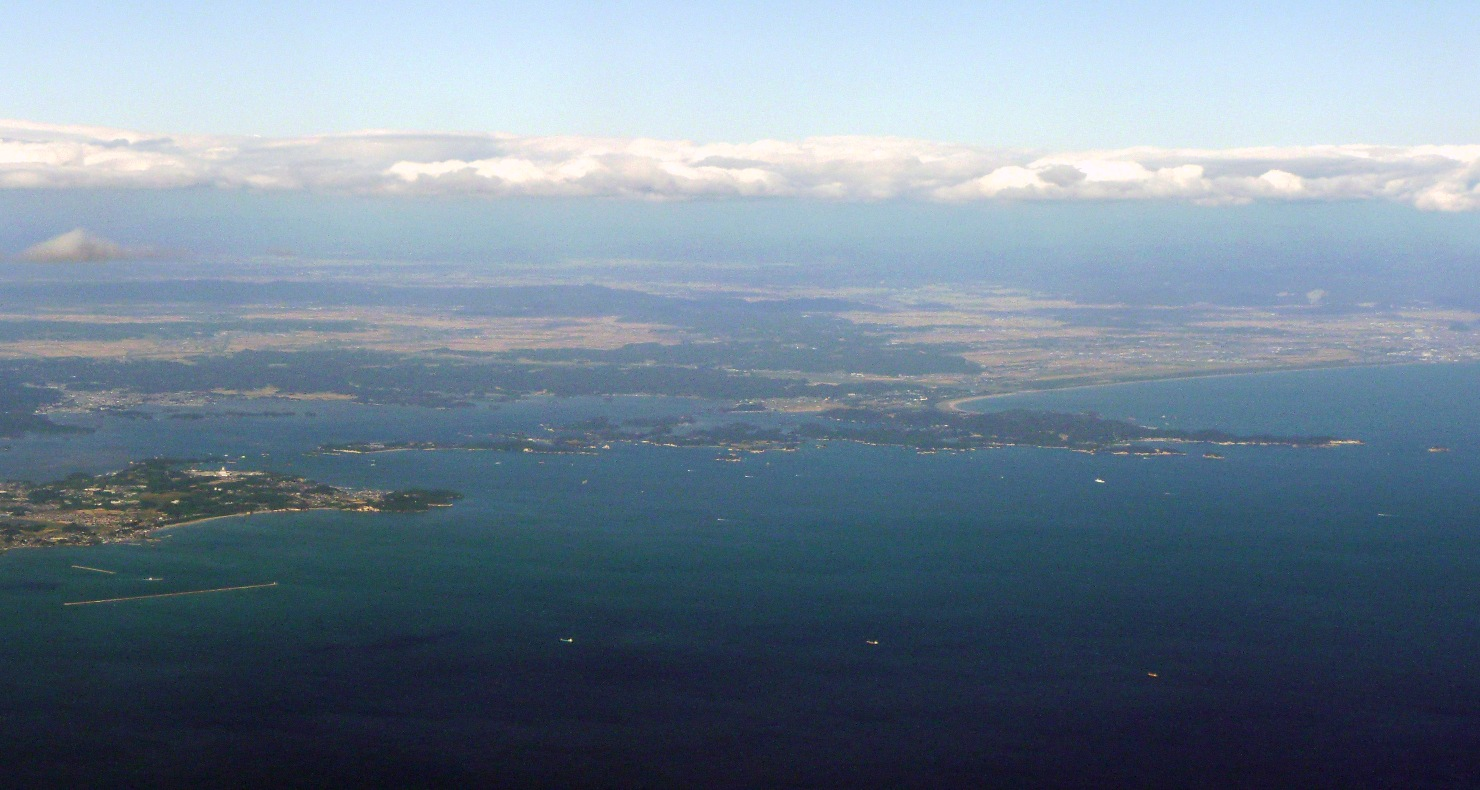
松島周辺の空撮
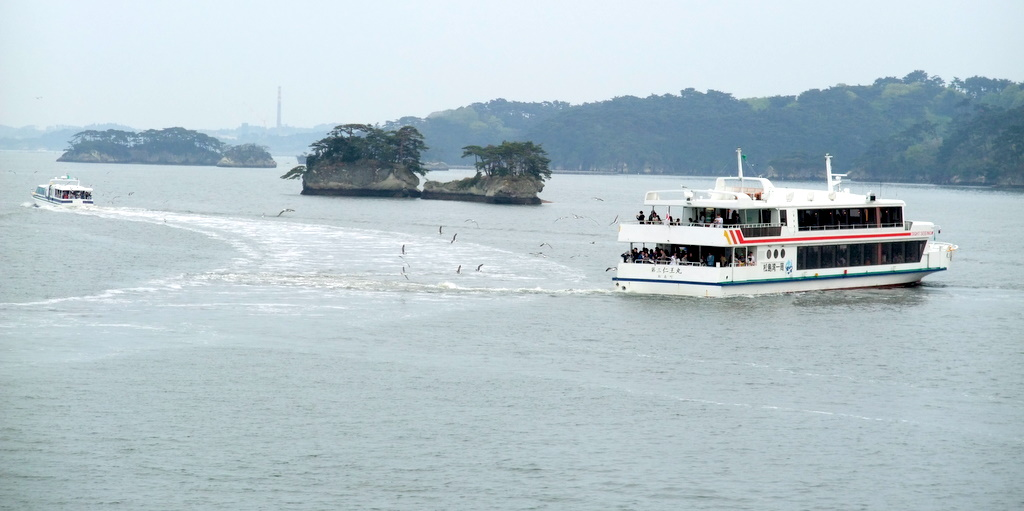
五大堂の眺望
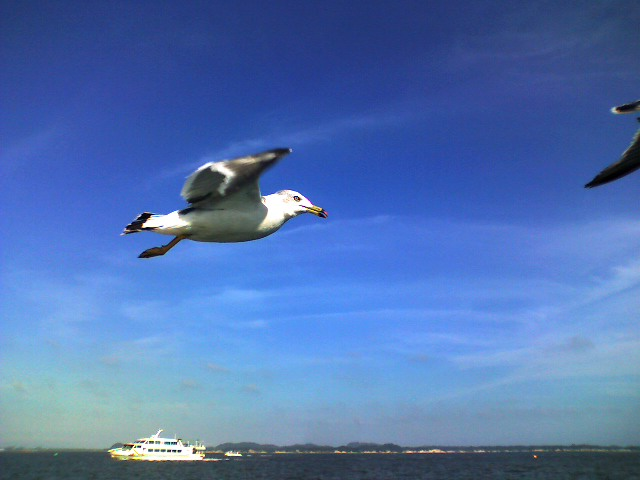
松島観光船とカモメ
- 2008年の松島

### 雪月花

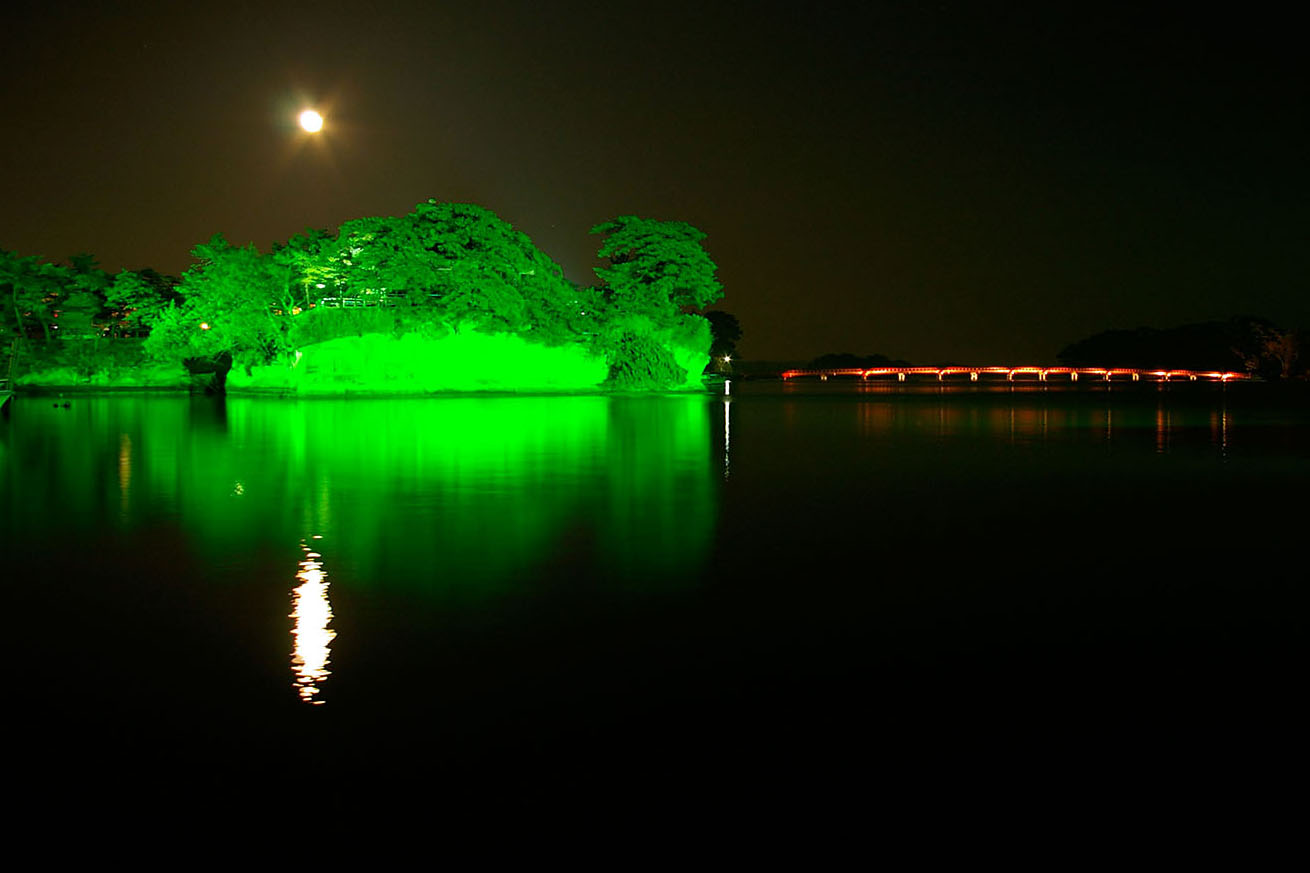
松島と月

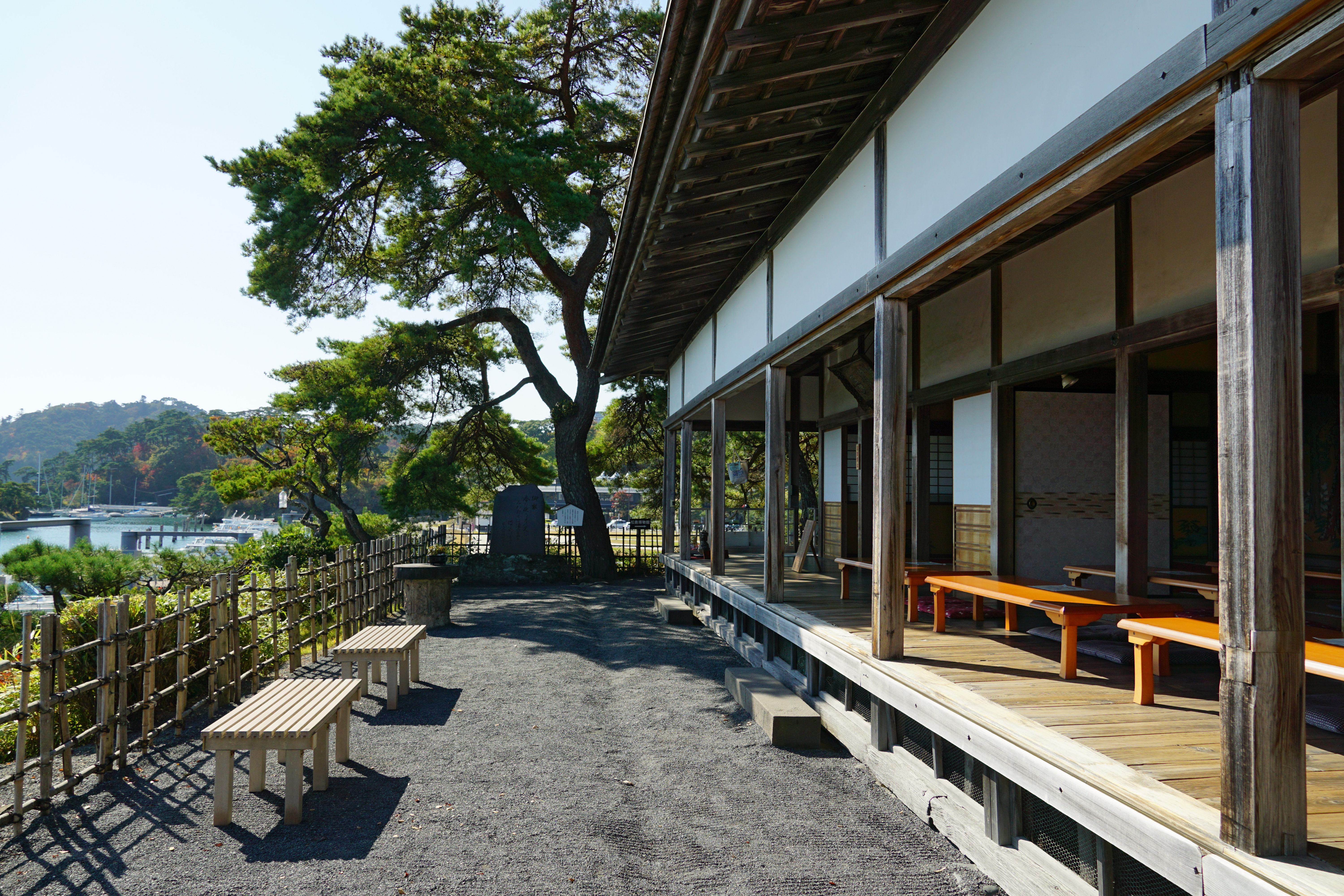
観瀾亭

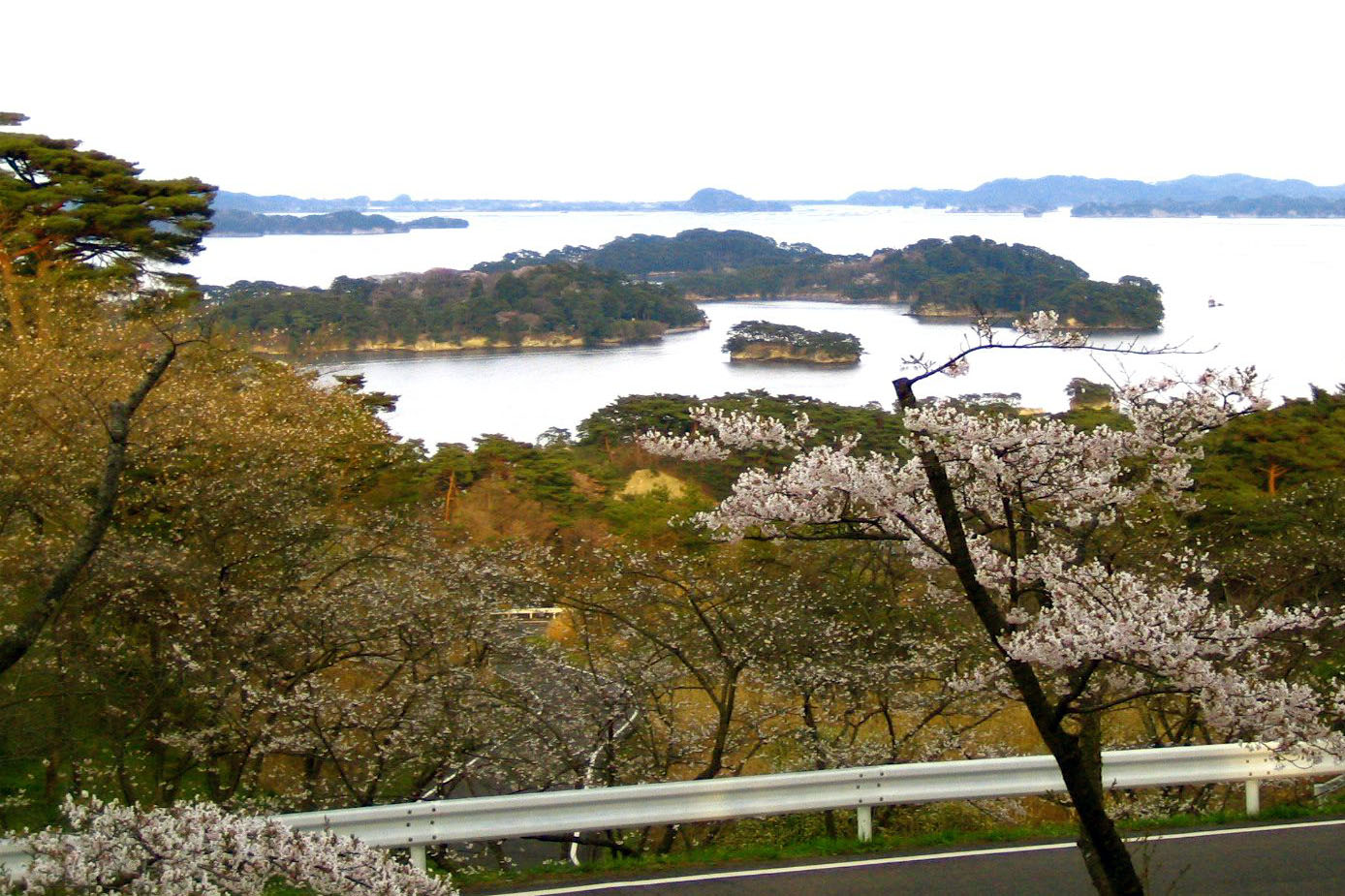
西行戻しの松公園の桜

松島は月見の名所として著名で、画題にもなってきた。松島の月は、14世紀には中国にも知られるほど著名で、元代の薩都拉がその著書『雁門集』において「雄島煙波松島月」と記している。
伊達政宗が豊臣秀吉から伏見桃山城にあった茶室を譲り受け江戸の藩邸に移築し、その後、仙台藩2代藩主伊達忠宗が松島に移させたこの建物は、松島遊覧に訪れる仙台藩の姫君や側室、あるいは江戸幕府の巡見使などの接遇、宿泊の場所として利用されると同時に月見の館としても利用され「月見御殿」と呼ばれた。後の5代藩主伊達吉村がこれに「観瀾亭」と名付けた。
1643年（寛永20年）には、儒学者・林春斎がその著書『日本国事跡考』において、
「松島、此島之外有小島若干、殆如盆池月波之景、境致之佳、与丹後天橋立・安芸厳島為三処奇観」と記し、日本三景という括りが始まったとされるが、この日本三景の原典にも松島の月が出てくる。この原典もあって、日本三景に各々「雪月花」をあてる場合、松島には「月」があてられる。
17世紀後半になると、松尾芭蕉が延宝年間に「武蔵野の月の若生えや松島種」と詠んで松島の月に憧れ、『奥の細道』の冒頭でも「…松島の月先心にかゝりて…」と記して江戸を発っている。
1922年（大正11年）12月3日、アルベルト・アインシュタインが月見をするため松島を訪れた。東北本線で仙台駅から（初代）松島駅に到着し、松島電車（路面電車）に乗り換えて五大堂前電停に着いた頃には既に16時を過ぎ、十三夜の月が上っていた。それを見たアインシュタインは、「おお月が…おお月が…」と言ったまま絶句したという。その後、「どんな名工の技も、この美しさを残すことはできない」と同行者に言ったとされる。
以上のように、松島は「雪月花」の「月」があまりに有名で、松島温泉も月見風呂をイメージ写真に使用している。「雪」については、年に数回積もる程度であるためほとんど見ることは出来ないが、積雪があるとプロのカメラマンのみならず、アマチュアの写真愛好家も集まってきて、主に五大堂越しの松島の雪景色をフレームに収めている。「花」については、展望台でもある「西行戻しの松」が桜の名所として著名である。西行戻しの松公園一帯には260本余の桜が植えられている。

### 遊覧船
松島には大小の遊覧船が就航しており、船上より島々を眺めることができる。船上からカモメ（主にウミネコ）に餌やりをするのが名物になっていたが、糞害により松が枯れ始めた事から2014年4月1日より湾内での餌やりは禁止となった。
大型遊覧船の航路は松島港発着で松島湾内や奥松島を巡るものが中心だが、塩釜港と松島港とを繋ぐ航路もある。小型船の航路は、奥松島遊覧船桟橋を発着して嵯峨渓を巡る観光航路と、主に塩釜港発着で湾内の小島へ渡る連絡船航路がある。日本三大渓といわれる奥松島の嵯峨渓には暗礁が多くあるため、大型遊覧船では遠巻きにしか見られないが、小型船だと近づけるため波の静かな日には海食洞をくぐることが出来る場合がある。その他に季節運航でディナークルーズ（仙台港発着もある）、サンセットクルーズ、ナイトクルーズ、かき鍋クルーズなどがある。
江戸時代には仙台城下と海運の拠点港がある石巻とを繋ぐ石巻街道があったが、このうち塩釜港から石巻港の間を船で繋ぐ航路は「松島海道」と呼ばれた。松尾芭蕉が奥の細道で塩竈から松島へ舟で渡ったとの記述があるが、これは「松島海道」の一部に乗船したものと考えられている。
2011年3月11日の東北地方太平洋沖地震（東日本大震災）による津波で浮桟橋4基や小型の遊覧船の多くが流出する被害を受けたが同年4月29日に遊覧船の運航が再開された。

### 遊覧飛行
仙台空港（北緯38度8分21.6秒 東経140度55分42.9秒 / 北緯38.139333度 東経140.928583度）発着の遊覧飛行も存在している。セスナ機またはヘリコプターで、仙台および松島の上空を巡るコースがいくつか設定されている。松島灯籠流し花火大会を上空から見ることも可能。

## 文化

### 文芸

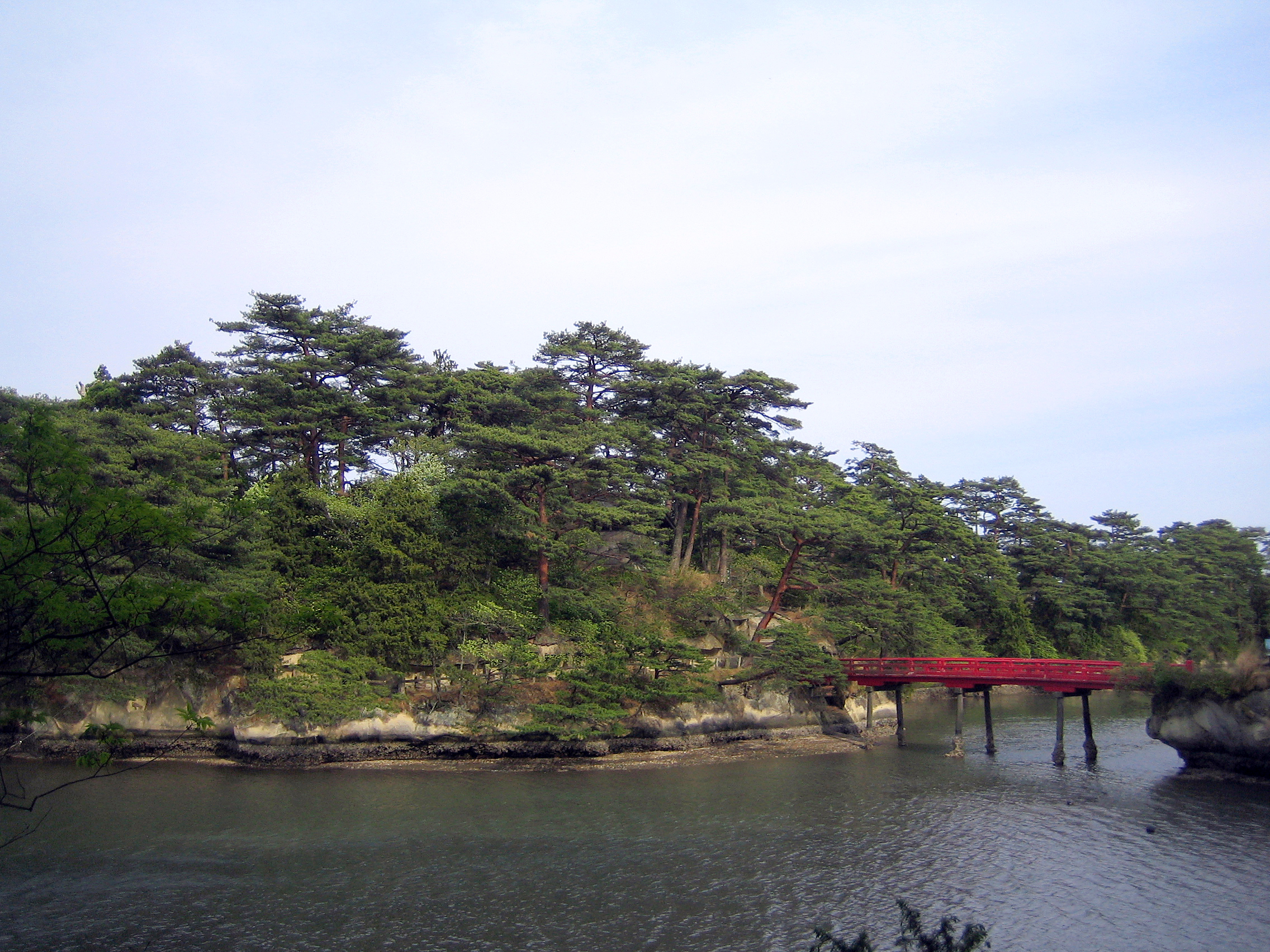
島名が歌枕として知られる雄島。右に見える長さ約20メートルの赤い橋「渡月橋」は東北地方太平洋沖地震によって流失し、2013年7月に再建された。

松島は平安時代から和歌の歌枕としてしばしば用いられた。源重之による「松島や 雄島の磯に あさりせし あまの袖こそ かくはぬれしか」が松島を詠んだ初めての歌とされる。源重之は陸奥国（松島を含む現在の東北地方東側）に下向した人物であるから、実際に松島の景色を見た上でこの歌を詠んだのかもしれない。ただし一般的には、松島に限らず地名としての歌枕は観念上のものであり、実際の景色を見ていたかどうかは問題ではなかった。
鎌倉時代になると、実際の松島の風景について記述する文献が登場する。虎関師錬の『元亨釈書』には「其地東溟之浜、小嶼千百数、曲州環浦奇峰異石、天下之絶境也。」と記されている。室町時代には、松島を実際に訪れた道興が『廻国雑記』においてこれを言及している。しかし、こうした事例も僅かな旅人による特殊な事例であり、松島が名勝地として知れ渡るのは仙台藩伊達氏によってここが保護、整備される江戸時代以降である。
江戸時代に松島を世に知らしめた俳人の先達として、大淀三千風がいる。三千風は1669年（寛文9年）から1687年（貞享4年）の間、雄島の庵室に長く留まった伊勢出身の俳人で、仙台や塩竈、石巻の歌名所の整備に尽力した人物でもある。三千風は『松島両吟集』や『金花山両吟集』を著し、さらに俳人500名から松島についての俳句を募り、これを編んで1682年（天和2年）に『松島眺望集』を出版した。『松島眺望集』では編纂した俳句の他に、島92箇所、崎33箇所、浦21箇所を含む松島の約200箇所を見所として紹介している。この後、1689年（元禄2年）に松尾芭蕉が松島を訪れ、他にも西山宗因、加舎白雄、大島蓼太、小林一茶などの俳人達が松島を訪れた。
- 源重之 「松島や 雄島の磯に あさりせし あまの袖こそ かくは濡れしか」（『後拾遺集』）
雄島は松島湾内に浮かぶ霊場の島。
- 殷富門院大輔 「見せばやな 雄島（をじま）のあまの 袖だにも 濡れにぞ濡れし 色は変わらず」（『千載和歌集』恋四884）
百人一首の90番の歌。上記の重之の歌を本歌取して読まれた句である。
- 伊達政宗 「いづる間も ながめこそやれ 陸奥の 月まつ島の 秋のゆふべは」
著名な松島の月を詠んだ歌。「月待つ」と「松島」が掛詞となっている。
- 伊達政宗 「心なき 身にだに月を 松島や 秋のもなかの 夕暮れの空」
- 伊達政宗 「所がら 類はわけて 無かりけり 名高きつきを 袖に松島」
- 伊達政宗 「松島や 雄島の磯の 秋の空 名高き月や 照りまさるらん」
- 松尾芭蕉 「島々や 千々にくだきて 夏の海」
- 田原坊 「松島や さて松島や 松島や」
この句は松尾芭蕉が『奥の細道』で松島を訪れた際に、あまりに絶景なので句が浮かばず、「松島や ああ松島や 松島や」という句を詠んだという逸話とされて紹介されることもあるが、1821年（文政4年）に出版された桜田周甫の『松島(嶋)図誌』に田原坊の句とともに芭蕉が松島で句が詠めなかったという逸話とともに掲載されたため、混同された可能性がある[20]。小説家の司馬遼太郎は、紀行集『街道をゆく』「仙台・石巻」にて、「松島や ああ松島や 松島や」の句が芭蕉作として松島の看板などの観光資料に記されていることに対し、松島の観光関係者を批判している。
- 河合曾良 「松島や 鶴に身をかれ ほととぎす」（『奥の細道』）
- 日本舞踊・常磐津節『岸漣漪常磐松島（松島）』

### 美術
|                                             |                                                       |                                                         |
| 有田焼の松島のデザイン （1680年～1700年頃） | 楊洲周延『名勝美人会 陸前 松島』 （1897年～1898年頃） | 高橋由一『松島五大堂図』 （明治時代、県指定有形文化財） |

### 信仰
松島は明治時代以前、極楽浄土への往生や死者の冥福を祈る人が訪れる霊場でもあり、遺骨の一部を雄島へ納める風習も明治初期まであった。

## 指定など
- 日本三景（1643年（寛永20年））
- 宮城県立自然公園松島（1902年（明治35年）9月）
- 国の文化財（特別名勝）（1952年（昭和27年）11月22日）
- 新日本旅行地100選（1966年（昭和41年）11月）
- 国際観光モデル地区（1986年（昭和61年）3月24日）
- 日本の白砂青松100選（1987年（昭和62年）1月10日）
- 新日本観光地100選（1987年（昭和62年）3月）
- 日本の都市公園100選（1989年（平成元年）7月28日）
- 日本遺産・百選（2002年（平成14年）9月15日）
- 日本の地質百選（2007年（平成19年）5月）
- 平成百景（2009年（平成21年）4月）
- 世界で最も美しい湾クラブ（2013年（平成25年）12月6日）[23][24]

各指定の範囲は松島湾に面する自治体であるが、「仙台・松島国際観光モデル地区」は松島湾に面していない仙台市や多賀城市も加わる。
「日本遺産・百選」では「仙台・松島」が範囲である。
松島の一部が指定されているものには以下のものがある。
- 日本の渚百選「奥松島」（1996年（平成8年））
- 遊歩百選「奥松島嵯峨渓」（2002年（平成14年））
- 美しい日本の歩きたくなるみち500選「塩釜から松島へ・絶景のみち」（2004年（平成16年）12月27日）

## 周辺
松島湾の沿岸には東松島市、松島町、利府町、塩竈市、七ヶ浜町の5つの市町がある。

### 東松島市
松島湾東部に位置する東松島市の宮戸島（北緯38度20分6.7秒 東経141度9分10.6秒 / 北緯38.335194度 東経141.152944度）や野蒜海岸（北緯38度22分11.6秒 東経141度9分54.7秒 / 北緯38.369889度 東経141.165194度）一帯の地区が奥松島とも呼ばれている。日本三大渓の嵯峨渓（北緯38度19分25.4秒 東経141度10分39.9秒 / 北緯38.323722度 東経141.177750度）への観光船発着港がある。野蒜海岸は波の静かな浜辺で夏場は海水浴場として賑わう。竹浜という鳴き砂の浜辺もあるが、保全のため立ち入り制限されている。宮城県道27号奥松島松島公園線（奥松島パークライン）が、海岸沿いを走るドライブコースとして知られると共に、例年、体育の日に松島ハーフマラソン大会の開催コースとされている。陸繋島の宮戸島には里浜貝塚（北緯38度20分9.9秒 東経141度8分45.2秒 / 北緯38.336083度 東経141.145889度）という貝塚がある。里浜貝塚は、縄文時代前期（約6,000年前）から弥生時代初めまでの約4,000年間の遺跡で、貝塚は島の標高20-40メートルの高台に位置している。

### 松島町
松島町は松島湾の北部に当たる。百人一首にも詠まれた霊場の島・雄島（北緯38度21分54.5秒 東経141度3分44.8秒 / 北緯38.365139度 東経141.062444度）、伊達政宗が再興した瑞巌寺（北緯38度22分19.7秒 東経141度3分35.3秒 / 北緯38.372139度 東経141.059806度）、「バラ寺」の通称がある円通院（北緯38度22分16.6秒 東経141度3分34.6秒 / 北緯38.371278度 東経141.059611度）、五大堂（北緯38度22分10.8秒 東経141度3分50.4秒 / 北緯38.369667度 東経141.064000度）などの寺院、伊達家の迎賓館であり月見のための施設でもある観瀾亭（月見御殿。北緯38度22分9.4秒 東経141度3分41.5秒）などの歴史的建造物や、湾内遊覧船の発着港の松島港がある。また、土産屋、飲食店、宿泊施設などが立ち並ぶ。2008年（平成20年）には松島温泉が開湯した。普通車310台駐車可能で無料の町営三十刈駐車場（ちょうえいさんじゅうがりちゅうしゃじょう）がある。

### 利府町
利府町の浜田地区が松島湾西部に面している。仙石線の陸前浜田駅がある。

### 塩竈市
塩竈市は松島湾の南西部に当たる。塩竈湾は、古くは陸奥国府・多賀城（北緯38度18分23.9秒 東経140度59分18秒 / 北緯38.306639度 東経140.98833度）の外港、江戸時代以降は仙台城下（北緯38度15分36.9秒 東経140度52分14.5秒 / 北緯38.260250度 東経140.870694度）の外港だった。平城京政府、奥州藤原氏、伊達氏など、この地を治めた統治者によって保護されてきた鹽竈神社（北緯38度19分7.6秒 東経141度0分45.2秒 / 北緯38.318778度 東経141.012556度）や、松島湾内の遊覧船、桂島（北緯38度20分2.8秒 東経141度5分44.5秒 / 北緯38.334111度 東経141.095694度）、寒風沢島（北緯38度19分58.2秒 東経141度7分24.3秒 / 北緯38.332833度 東経141.123417度）などへの離島航路の発着港の塩釜港がある。塩釜港は近海マグロが多く水揚げされることもあって寿司屋が集中している。夏季には塩竈みなと祭が催される。

### 七ヶ浜町
松島湾の南部の七ヶ浜町には、宮城県で最も利用客が多い海水浴場である菖蒲田浜（北緯38度17分20.4秒 東経141度3分55.6秒 / 北緯38.289000度 東経141.065444度）、県内有数のヨットハーバーである小浜港、高山外国人避暑地（北緯38度17分40.7秒 東経141度4分48.2秒 / 北緯38.294639度 東経141.080056度）と七ヶ浜国際村（北緯38度17分53.8秒 東経141度4分3.7秒 / 北緯38.298278度 東経141.067694度）、鼻節神社（北緯38度17分45.3秒 東経141度5分5.3秒 / 北緯38.295917度 東経141.084806度）などがある。

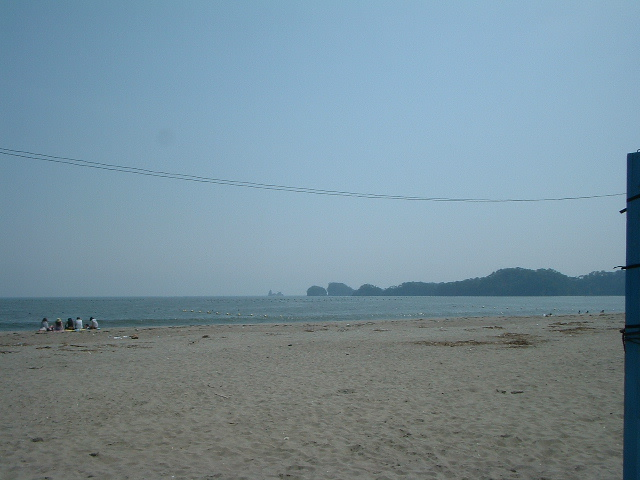
奥松島の野蒜海岸
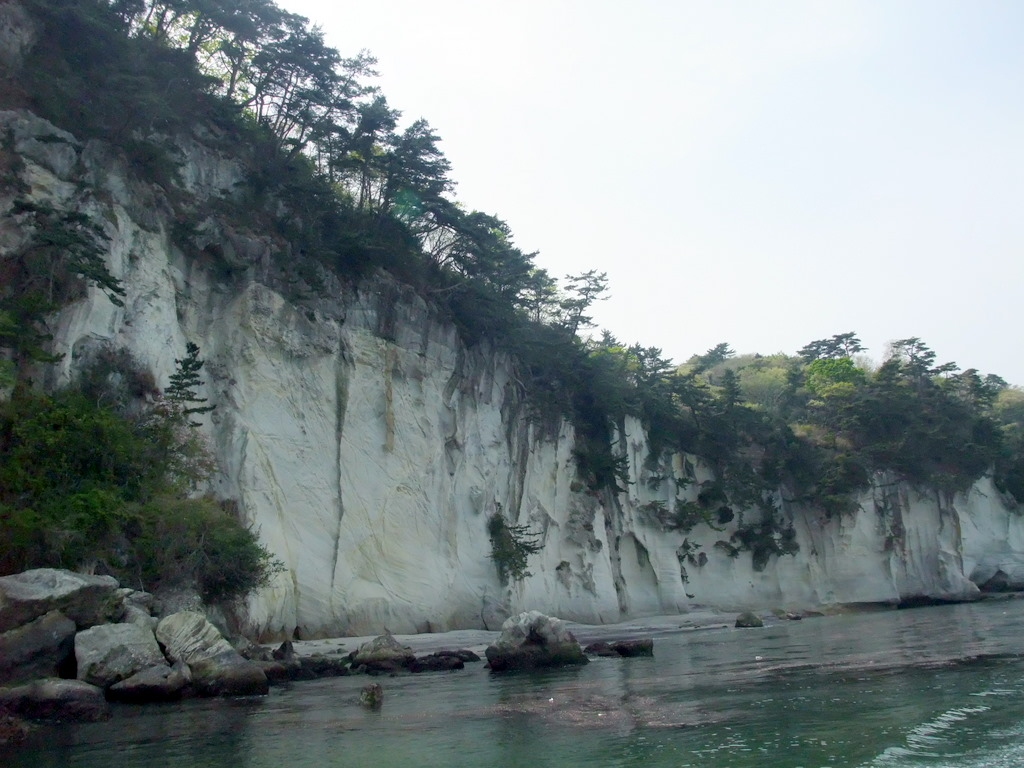
日本三大渓のひとつ嵯峨渓
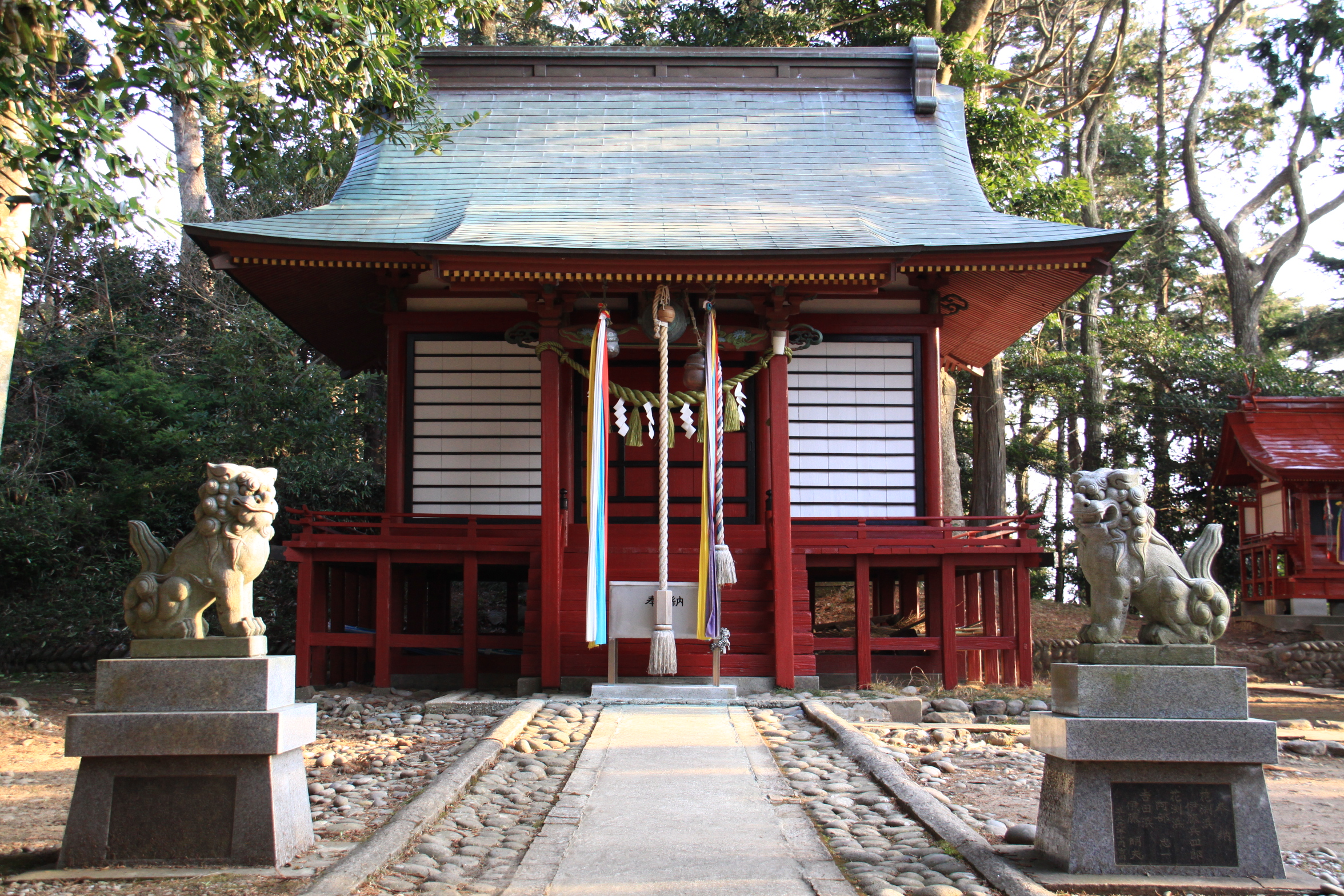
鼻節神社
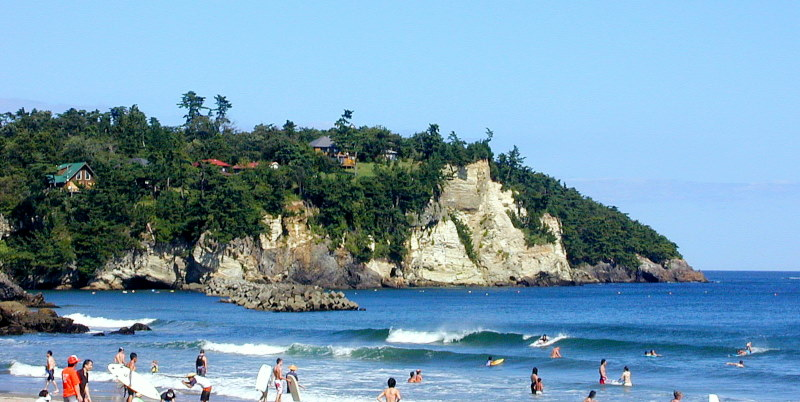
高山外国人避暑地と小豆浜サーフスポット
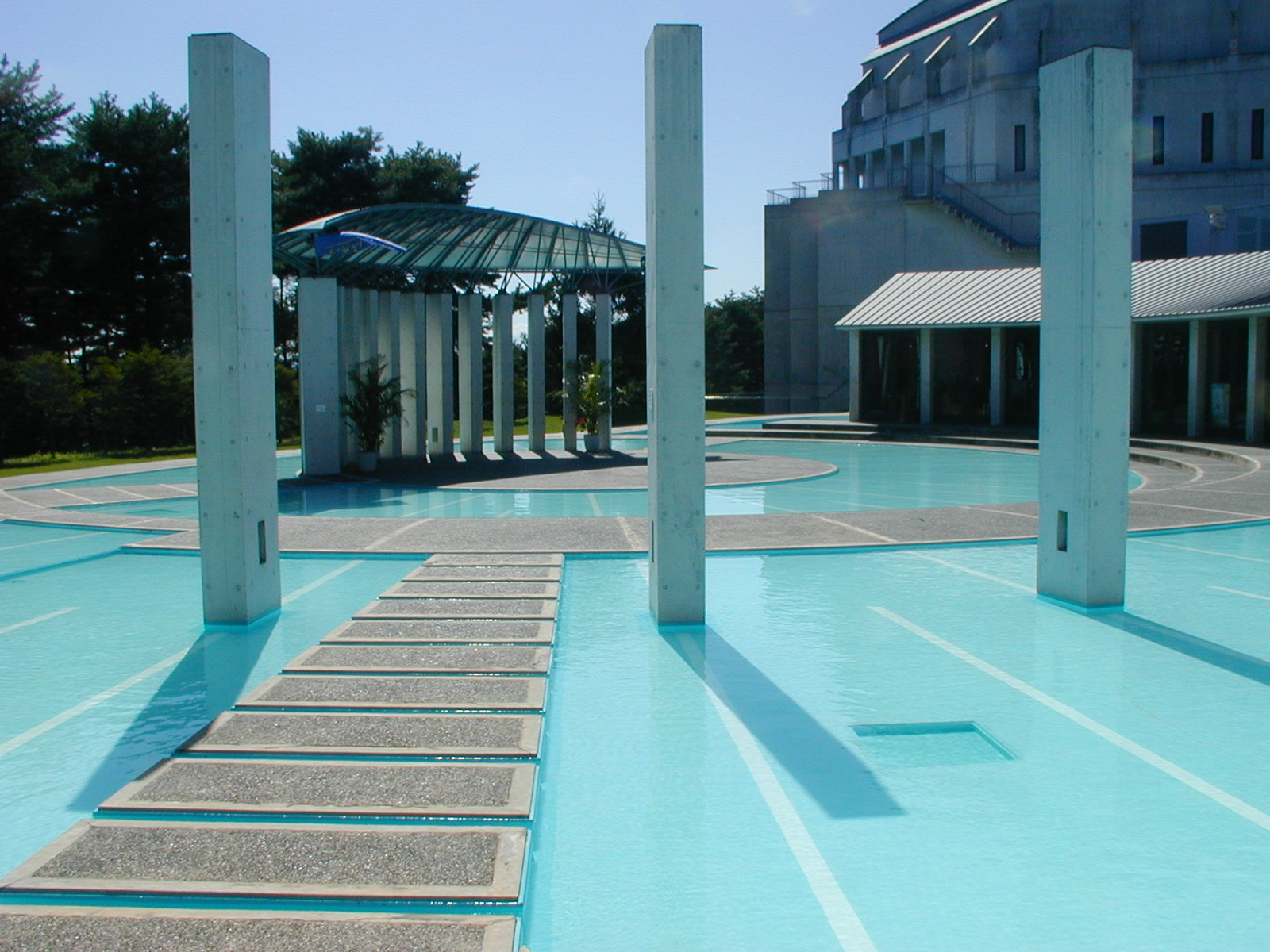
七ヶ浜国際村のアンフィシアター
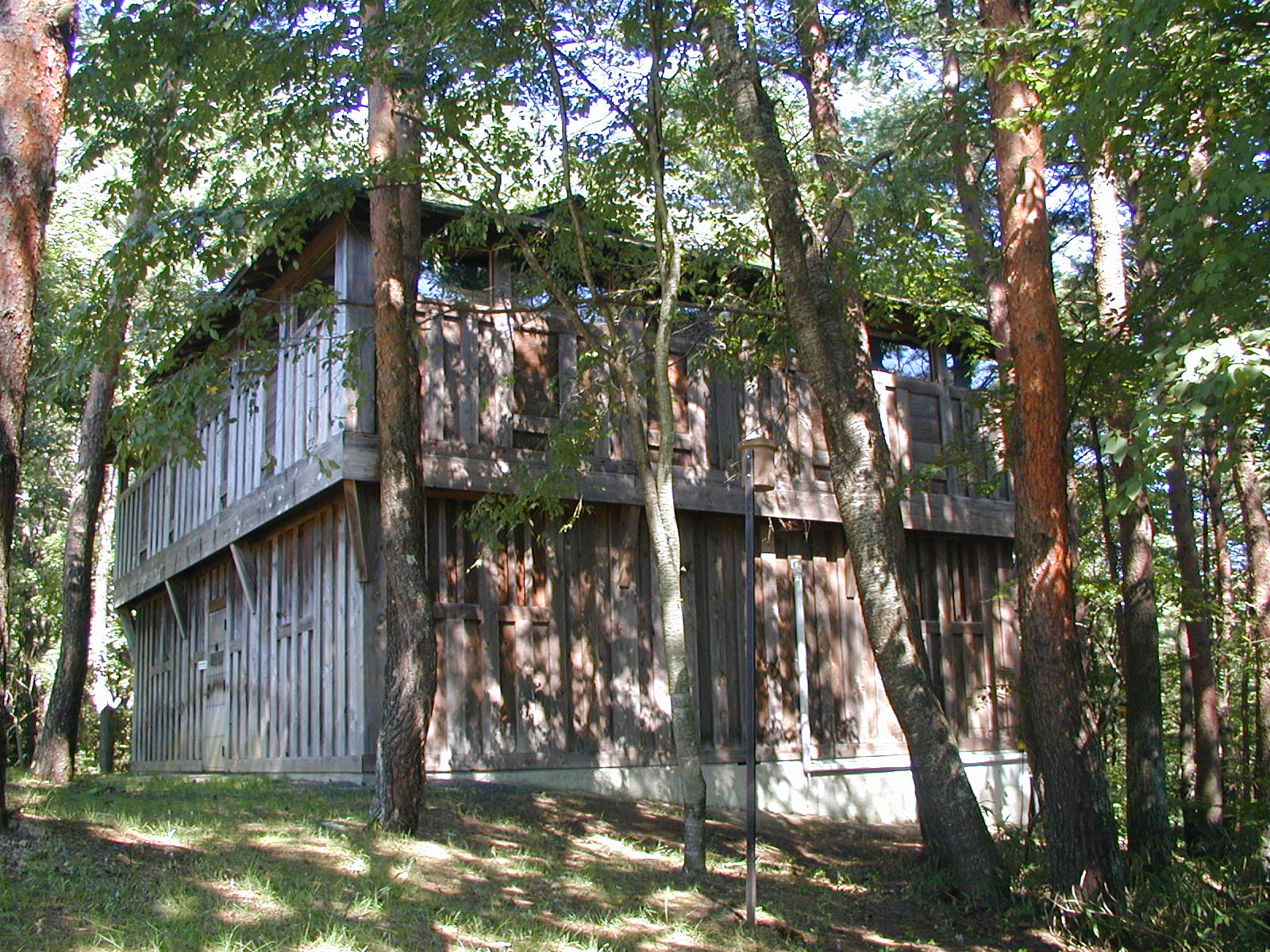
七ヶ浜国際村にあるプリマスハウス
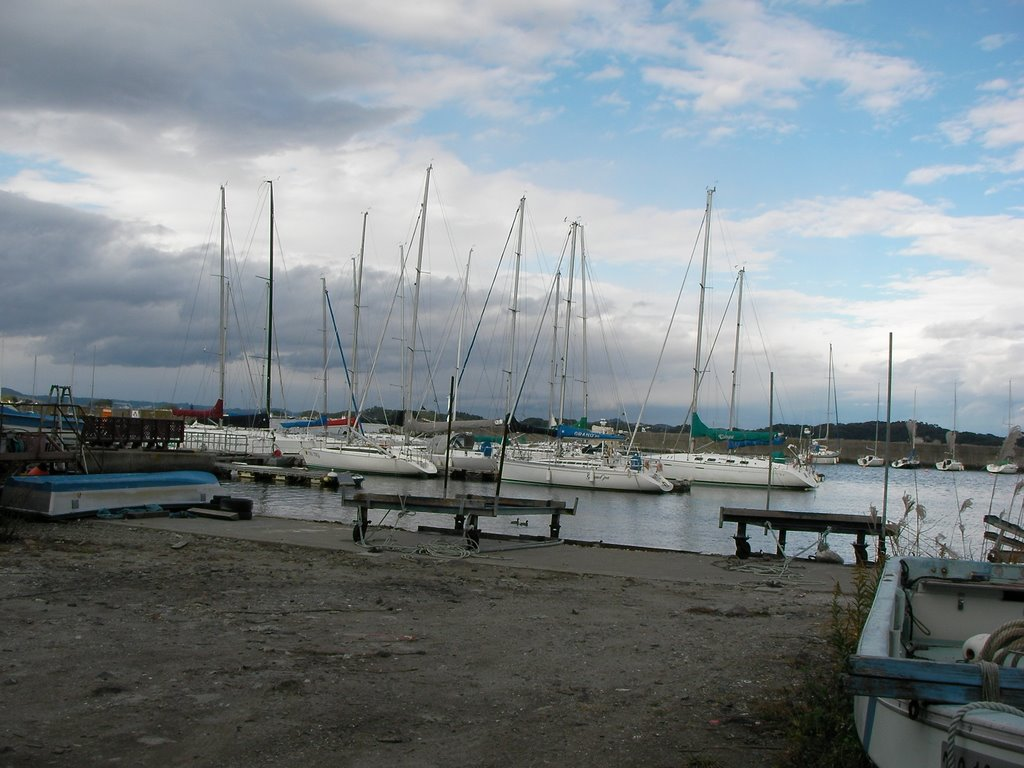
小浜港に係留されたヨット

## 東日本大震災の影響
2011年3月11日に発生した東日本大震災（東北地方太平洋沖地震）とその直後に襲来した大津波によって、島の文化財の一部が破損するなどの被害が発生したが、周辺の自治体と比較して被害は軽微で済んでいる。その理由として、津波は浅い海に入ると速度が落ちて急激にエネルギーを失うのと、浦戸諸島が防波堤の役割を果たし、津波の勢いを弱めたと見られている。
松島は国の特別名勝に指定されており、管理団体である宮城県によって「特別名勝松島保存管理計画」が策定されている。文化財保護法および前述の保存管理計画に基づき、特別名勝「松島」指定区域内の保護地区において現状変更（建築物の新築等）を行う際には、宮城県教育委員会および文化庁長官の許可が必要になる。高台での建物新築も現状変更にあたるが、東日本大震災による被害により住民から高台への移転要望が高まったため、宮城県が文化庁に規制緩和を求め協議の結果、その方向で検討されることとなった。今後、宮城県と指定範囲の塩竈市、東松島市、松島町、七ヶ浜町、利府町などで協議を進めていく方針。
また文化庁は、松島における「がれき処理施設」の建設も特例で許可することとなった（2014年3月までの限定許可。周囲の景観に対して施設の色・形状を配慮するなどの制約のもと）。

## 交通
仙台からの行き方。仙台側（南側）から列挙。
塩竈へ
- 鉄道：JR仙石線・本塩釜駅下車。

松島へ
- 鉄道：JR仙石線・松島海岸駅下車。
仙台駅 - 松島海岸駅：22.7km、普通列車約40分、400円
- 高速道路： 三陸自動車道・松島海岸ICより宮城県道144号赤沼松島線（長老坂）を通って約3km
- 一般道： 国道45号沿い（勾当台公園の国道45号始点から27km、55分[34]）
仙台市内から松島へは塩竈を迂回する利府街道および長老坂経由の方が距離的には近いが、景色がよくないうえ、休日は長老坂周辺で渋滞に巻き込まれる。国道45号経由でも渋滞するが、途中塩竈の風景を見ながら松島に着くことができる。

奥松島へ
- 鉄道： JR仙石線・野蒜駅下車。
- 高速道路： 三陸自動車道・鳴瀬奥松島IC

JR東北本線の一ノ関・小牛田方面からは、塩釜駅で仙石東北ラインに乗り換え（または松島駅で途中下車し、高城町駅まで徒歩連絡）、高城町駅で仙石線普通列車に乗り換えて松島海岸駅もしくは野蒜駅へ向かう。
また、仙台空港から松島・奥松島へは、松島・平泉直行バス（岩手県北バス）の利用も可能。

## 日本国内の松島
松島は、「海面上、湖上の松が茂っている単独の島」という一般名詞でもあるため、それが固有名詞化するなどして、日本各地に「松島」という地名がある。「松島 (曖昧さ回避)」参照。他方、宮城県の松島と似た、海面上や湖上に大小様々な島や岩が散在する風景を「○○の松島」などともいう（類例：銀座）。この場合、島の頭部に生えている木が松でなくともよく、場合によっては木が生えていなくともよい。
- 日本三大松島
  - 松島（宮城県）
  - 九十九島（長崎県）
  - 天草松島（熊本県）
- 大沼（湖の松島）（北海道）
- 五浦海岸（関東の松島）（茨城県）[35]
- 鴨川松島（千葉県）
- 堂ヶ島（伊豆の松島）（静岡県）
- 篠島（東海の松島）（愛知県）
- 鳥羽湾（志摩の松島）（三重県）
- 東尋坊（越前松島）（福井県）
- 丹後松島（京都府）
- 香住海岸の磯の松島、沖の松島（兵庫県）
- 但馬御火浦の田井の松島、三尾ノ松島（兵庫県）
- 紀の松島（和歌山県）
- 浦富海岸の千貫松島（山陰の松島）（鳥取県）
- 出雲松島（島根県）
- 須佐湾（西の松島）（山口県）
- 橘湾（阿波の松島）（徳島県）
- 瀬戸の松島（長崎県）
- 日向松島（宮崎県）
- 薩摩松島（鹿児島県）
- 羽地内海（沖縄の松島）（沖縄県）

ただし、同様な風景である三重県の英虞湾は、「松島」と言われることを非常に嫌う傾向がある。
なお、各地にある「松島温泉」という名称の温泉では、宮城県の松島との混同を防ぐため、「○○松島温泉」（「○○」は地域名など）という名称も併用している。